# Romelu Lukaku
Romelu Menama Lukaku Bolingoli (phát âm tiếng Hà Lan: [roːmeːlu luˈkaːku]; sinh ngày 13 tháng 5 năm 1993) là một cầu thủ bóng đá chuyên nghiệp người Bỉ hiện đang thi đấu ở vị trí tiền đạo cắm cho câu lạc bộ Serie A Napoli và đội tuyển bóng đá quốc gia Bỉ.
Lukaku bắt đầu sự nghiệp câu lạc bộ chuyên nghiệp của mình khi chơi cho Anderlecht, nơi anh đã giành chức vô địch Belgian Pro League và kết thúc với tư cách là vua phá lưới của giải đấu. Năm 2011, anh gia nhập Chelsea trong một vụ chuyển nhượng trị giá 10 triệu bảng Anh (12 triệu euro), nhưng thời gian thi đấu hạn chế dẫn đến việc cho West Bromwich Albion và Everton mượn; vào năm 2014, Lukaku ký hợp đồng với Everton trong một vụ chuyển nhượng kỷ lục của câu lạc bộ khi đó trị giá 28 triệu bảng Anh (32 triệu euro), tiếp tục kết thúc với tư cách là cầu thủ ghi nhiều bàn thắng thứ hai của giải đấu. Sau đó anh ấy đã ký hợp đồng với Manchester United trong một vụ chuyển nhượng trị giá 75 triệu bảng Anh (88 triệu euro), nhưng sau khi mối quan hệ với câu lạc bộ rạn nứt, Lukaku đã đến Inter Milan vào năm 2019 trong một hợp đồng kỷ lục của câu lạc bộ trị giá 80 triệu euro (68,1 triệu bảng Anh) và giành được một danh hiệu Serie A và Serie A Most Valuable Player.
Năm 2021, Lukaku trở lại Chelsea trong một vụ chuyển nhượng kỷ lục của câu lạc bộ trị giá 97,5 triệu bảng Anh (115 triệu euro), trở thành cầu thủ đắt giá thứ bảy, cầu thủ Bỉ đắt giá nhất và cầu thủ đắt giá nhất tính theo phí chuyển nhượng tích lũy.
Là cầu thủ ghi bàn hàng đầu mọi thời đại của Bỉ, Lukaku đã có trận ra mắt quốc tế cấp cao vào năm 2010 và đã đại diện cho đất nước của mình tại 5 giải đấu lớn: 2 kỳ UEFA Euro 2016 và 2020 và 3 kỳ FIFA World Cup 2014, 2018 và 2022; anh đã kết thúc với tư cách là cầu thủ ghi nhiều bàn thắng thứ hai để giành được Chiếc giày đồng vào năm 2018.

## Sự nghiệp câu lạc bộ

### Sự nghiệp ban đầu
Lukaku gia nhập đội bóng địa phương Rupel Boom khi mới 5 tuổi. Sau bốn mùa giải ở Rupel Boom, Lukaku được phát hiện bởi các tuyển trạch viên của Lierse , một câu lạc bộ tại Giải bóng đá chuyên nghiệp Bỉ với một học viện đào tạo trẻ được thành lập. Anh thi đấu cho Lierse từ năm 2004 đến năm 2006, ghi 121 bàn sau 68 trận. Sau khi Lierse bị xuống hạng khỏi Giải bóng đá chuyên nghiệp Bỉ, Anderlecht đã mua 13 cầu thủ trẻ từ Lierse vào giữa mùa giải 2006, bao gồm cả Lukaku. Anh ấy đã chơi thêm ba năm nữa với tư cách là một cầu thủ trẻ với Anderlecht, ghi 131 bàn sau 93 trận.

### Anderlecht
Khi Lukaku bước sang tuổi 16 vào ngày 13 tháng 5 năm 2009, anh ký hợp đồng chuyên nghiệp với Anderlecht kéo dài đến năm 2012. Mười một ngày sau, anh ra mắt Giải hạng nhất Bỉ vào ngày 24 tháng 5 năm 2009 trong trận play-off tranh chức vô địch với Standard Liège với tư cách là một cầu thủ vào sân thay hậu vệ Víctor Bernárdez ở phút 69. Anderlecht thua trận 1–0. Lukaku trở thành thành viên thường xuyên của đội một Anderlecht trong mùa giải 2009–10 , ghi bàn thắng đầu tiên ở cấp độ cao hơn vào lưới Zulte Waregem ở phút 89 sau khi vào sân thay cho Kanu vào ngày 28 tháng 8 năm 2009. "Sau khi ghi bàn, tôi chìm trong biển hạnh phúc," anh nói với Berend Scholten từ UEFA.com. "Bạn nghĩ rằng bạn đang bay và có thể chiếm lấy cả thế giới." Anh kết thúc mùa giải với tư cách là cầu thủ ghi bàn hàng đầu tại Pro League với 15 bàn thắng khi Anderlecht giành chức vô địch Bỉ lần thứ 30. Anh ấy cũng đã ghi bốn bàn thắng trong thời gian câu lạc bộ chạy đến vòng 16 đội của UEFA Europa League 2009–10. Trong mùa giải 2010–11, Lukaku đã ghi 20 bàn thắng trên mọi đấu trường, nhưng Anderlecht đã không thể giữ được chức vô địch mặc dù đứng đầu bảng trong suốt mùa giải.

### Chelsea

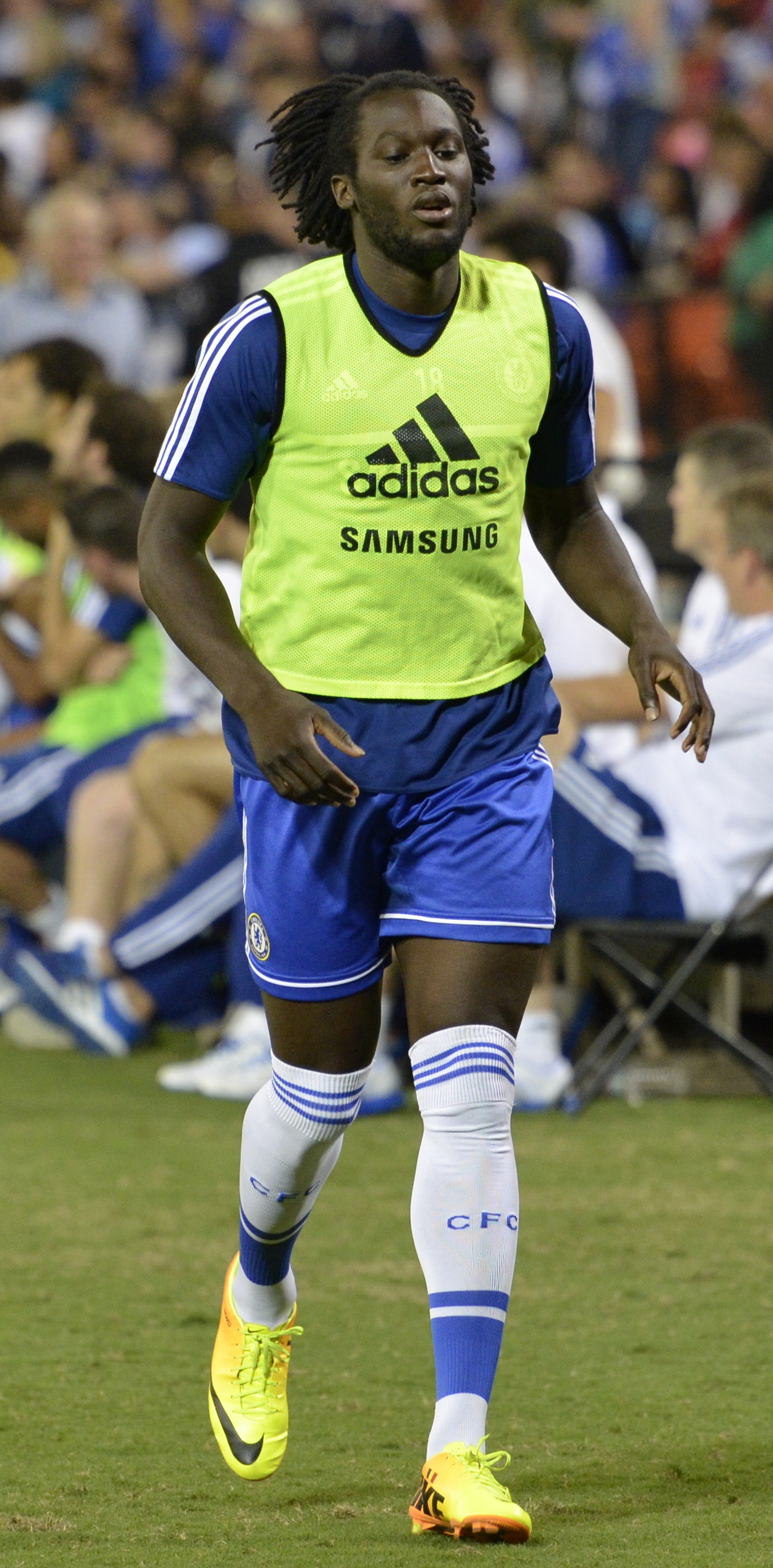
Lukaku khởi động cho Chelsea năm 2013

#### Chuyển nhượng
Vào tháng 8 năm 2011, Lukaku gia nhập câu lạc bộ Premier League Chelsea theo hợp đồng 5 năm với mức phí được báo cáo là khoảng 12 triệu euro (10 triệu bảng), tăng lên 20 triệu euro (17 triệu bảng) trong các điều khoản bổ sung.

#### 2011–12: Mùa giải ra mắt
Lukaku có trận ra mắt đầu tiên tại Stamford Bridge trong chiến thắng 3–1 trước Norwich City ở phút 83, vào sân thay cho Fernando Torres. Lukaku đá trận đầu tiên cho Chelsea ở League Cup trước Fulham. Chelsea tiếp tục giành chiến thắng trên chấm phạt đền. Anh ấy đã dành phần lớn thời gian của mùa giải để chơi cho đội dự bị và bắt đầu trận đấu đầu tiên tại Premier League vào ngày 13 tháng 5 năm 2012, gặp Blackburn Rovers, và trở thành cầu thủ xuất sắc nhất trận đấu, kiến tạo cho bàn mở tỷ số của John Terry. Tuy nhiên, Lukaku nhấn mạnh rằng anh ấy thất vọng với sự tham gia của anh ấy vào cuối mùa giải đầu tiên của anh ấy, tiết lộ rằng, sau chiến thắng của đội bóng tại UEFA Champions League trong trận chung kết vào ngày 19 tháng 5, anh ấy đã từ chối cầm chiếc cúp, giải thích rằng "không phải tôi, nhưng đội của tôi đã thắng".

#### 2012–13: Cho mượn tại West Bromwich Albion

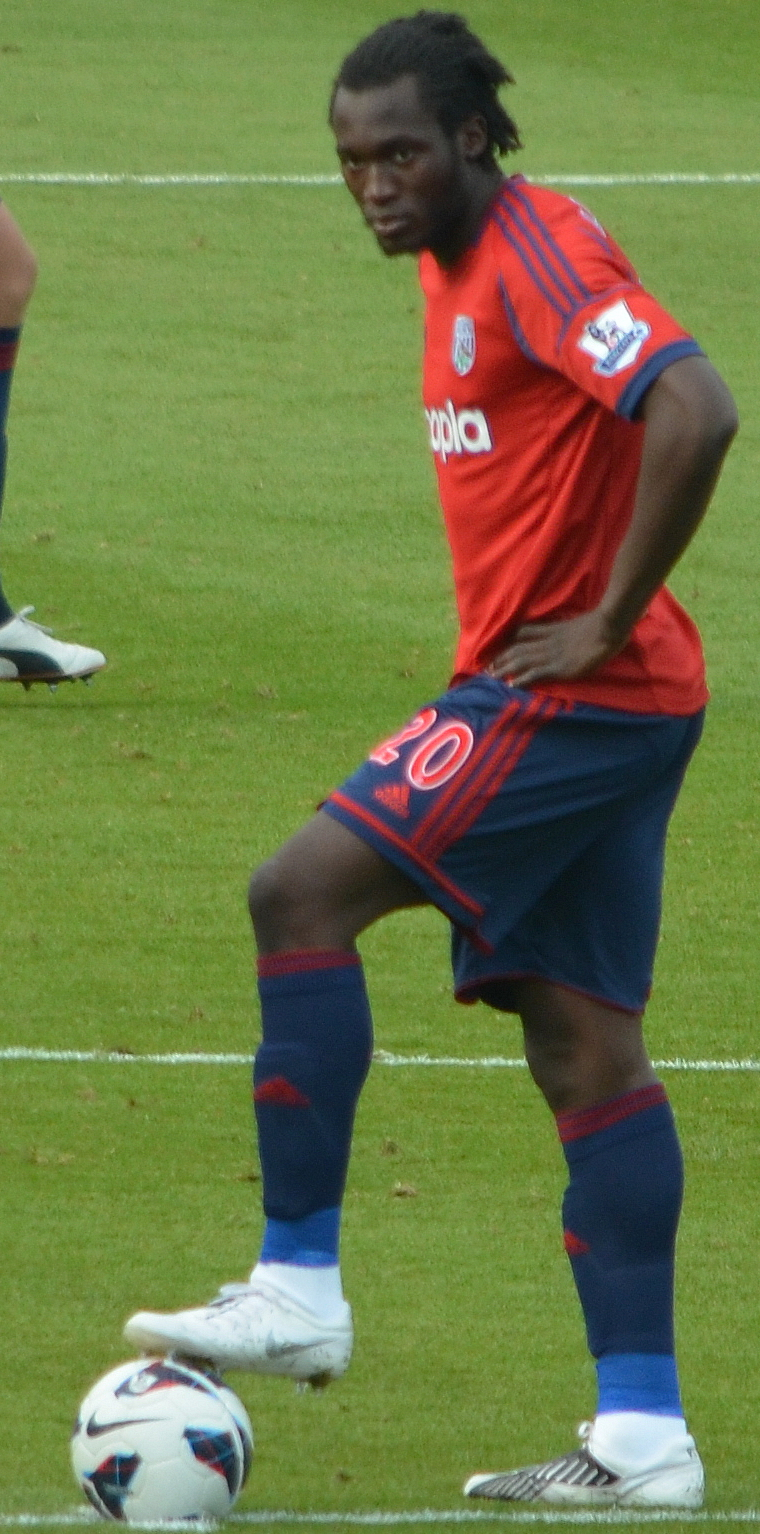
Lukaku thi đấu cho West Bromwich Albion năm 2012

Sau những đồn đoán liên kết Lukaku với việc chuyển đến Fulham theo dạng cho mượn, vào ngày 10 tháng 8 năm 2012, anh gia nhập West Bromwich Albion theo một hợp đồng cho mượn kéo dài một mùa giải. Anh ghi bàn thắng đầu tiên ở giải đấu tám ngày sau đó, vào sân thay người ở phút 77 trong chiến thắng 3–0 trước Liverpool. Anh ấy đã có trận ra mắt đầy đủ trong trận thắng Reading tại The Hawthorns, ghi bàn thắng duy nhất của trận đấu. Vào ngày 24 tháng 11, Lukaku vào sân ở phút thứ 70 thay cho Shane Long, ghi một quả phạt đền và kiến tạo cho Marc-Antoine Fortuné, khi West Brom đánh bại Sunderland 4–2 trên sân vận động Ánh sáng. Trận thắng này là trận thắng thứ tư liên tiếp của West Brom ở giải đấu hàng đầu, lần đầu tiên kể từ năm 1980. Vào ngày 12 tháng 1 năm 2013, Lukaku có trận đấu ghi nhiều bàn thắng đầu tiên tại Premier League, giúp West Brom dẫn trước 2–0 trước Reading, trước khi lội ngược dòng muộn giúp câu lạc bộ Berkshire giành chiến thắng 3–2 tại sân vận động Madejski. Trước những lời khẳng định muốn gắn bó với West Brom thêm 1 năm, Lukaku khẳng định với báo giới rằng anh vẫn mong ước trở thành huyền thoại của sân Stamford Bridge. Vào ngày 11 tháng 2, Lukaku vào sân thay người và ghi bàn thắng thứ 10 tại Premier League trong mùa giải vào lưới Liverpool trong trận đấu kết thúc với tỷ số 2–0.
Anh ấy ghi cú đúp thứ hai trong chiến dịch, ghi cả hai bàn thắng cho West Brom trong trận thua 1–2 trên sân nhà trước Sunderland vào ngày 23 tháng 2. Vào ngày 9 tháng 3, trong một trận đấu với Swansea City tại giải VĐQG, Lukaku đã ghi bàn thắng gỡ hòa trước khi bị cản phá một quả phạt đền; West Brom cuối cùng đã giành chiến thắng nhờ pha đá phản lưới nhà của Jonathan de Guzmán. Vào ngày 19 tháng 5, khi vào sân thay người ở hiệp hai, Lukaku đã ghi một hat-trick hoàn hảo đáng chú ý trong hiệp hai , khi West Brom dẫn trước ba bàn để hòa 5–5 trong trận đấu cuối cùng trên sân nhà của mùa giải với Manchester United. Trận đấu được Alex Ferguson dẫn dắt là trận đấu thứ 1.500 và cũng là trận đấu cuối cùng dẫn dắt United, đồng thời là trận hòa có tỷ số đậm nhất trong lịch sử Premier League. Mặc dù được câu lạc bộ cho mượn, Lukaku đã vượt qua tất cả các đồng đội ở Chelsea của anh ấy tại Premier League mùa giải đó, là cầu thủ ghi nhiều bàn thắng thứ sáu trong mùa giải 2012–13 với 17 bàn thắng. Lukaku đã chơi hai trận tại Premier League cho Chelsea vào đầu mùa giải 2013–14. Anh ấy cũng vào sân thay người tại UEFA Super Cup 2013, cuối cùng bỏ lỡ quả phạt đền quyết định trong loạt luân lưu khi Manuel Neuer cản phá cú sút của anh và Chelsea thua Bayern Munich.

#### 2013–14: Cho mượn tại Everton

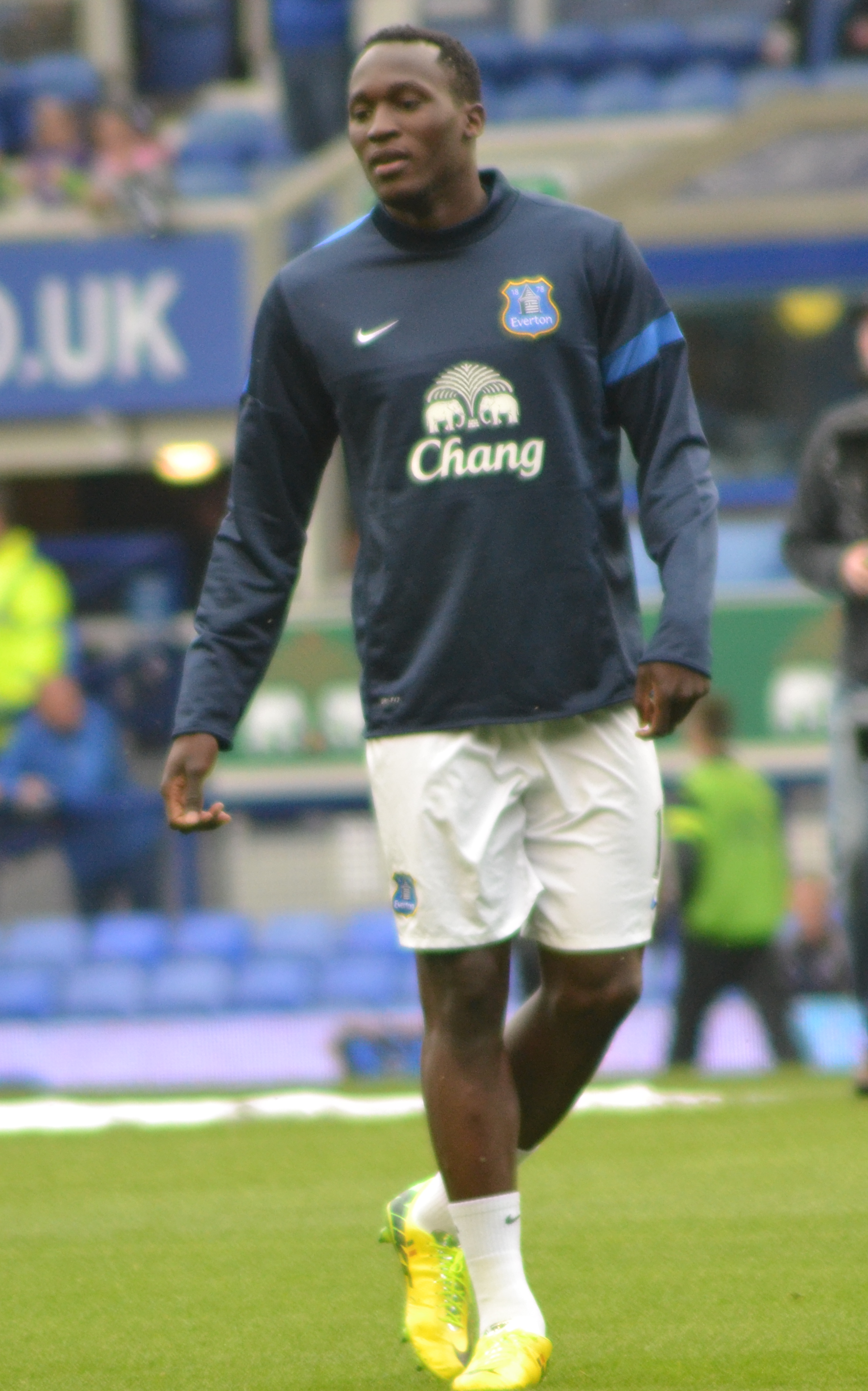
Lukaku trước trận đấu của Everton năm 2014

Vào ngày cuối cùng của kỳ chuyển nhượng mùa hè 2013, Lukaku gia nhập Everton theo dạng cho mượn kéo dài một mùa giải. Tiền đạo này đã có trận ra mắt cho Toffees trước West Ham United vào ngày 21 tháng 9 năm 2013, ghi bàn thắng quyết định trong chiến thắng 3–2 cho Everton. Trong pha đánh đầu, anh đã va chạm với một hậu vệ West Ham và phải rời sân để điều trị. Bác sĩ thể lực phải nói với anh ấy rằng anh ấy đã ghi bàn thắng quyết định. Anh ghi hai bàn trong trận ra mắt trên sân nhà chín ngày sau đó trong chiến thắng 3–2 trước Newcastle United, cũng như kiến tạo cho Ross Barkley ghi bàn. Sau đó, anh ấy đã mở tỷ số trong trận thua 1–3 trước Manchester City trong trận đấu sau đó. Anh ấy tiếp tục khởi đầu ấn tượng tại câu lạc bộ bằng cách ghi bàn mở tỷ số trong chiến thắng 2–0 trước Aston Villa , và sau đó ghi hai bàn trong trận derby Merseyside đầu tiên của mùa giải khi Everton hòa 3–3 trước Liverpool, với Lukaku sau đó đó là trải nghiệm tuyệt vời nhất mà anh ấy có được trong sự nghiệp ngắn ngủi của mình.
Vào tháng 1 năm 2014, Lukaku được The Guardian vinh danh là một trong mười cầu thủ trẻ triển vọng nhất châu Âu, nhưng sau đó trong tháng đó, anh phải rời sân trên cáng vì chấn thương dây chằng mắt cá sau khi Gareth Barry trượt chân và va vào người tiền đạo này. khi anh ấy cố gắng cản phá bàn mở tỷ số của Steven Gerrard trong trận derby Merseyside với Liverpool. Lukaku trở lại sau chấn thương trong trận đấu với West Ham vào tháng 3 năm 2014, ghi bàn thắng duy nhất của trận đấu ở phút 81 sau khi vào sân thay người ở hiệp hai. Vào ngày 6 tháng 4, anh ghi một bàn và kiến tạo một bàn khác khi Everton đánh bại Arsenal 3–0 tại Goodison Park để ghi chiến thắng thứ sáu liên tiếp tại Premier League. Bàn thắng cuối cùng của anh ấy trong thời gian cho mượn đến vào ngày cuối cùng của mùa giải khi anh ấy ghi bàn thứ hai trong chiến thắng 2–0 trước Hull City. Lukaku đã ghi 15 bàn sau 31 trận đấu tại giải VĐQG để giúp Everton giành vị trí thứ năm với kỷ lục câu lạc bộ là 72 điểm tại Premier League.

### Everton
Ngày 2 tháng 9 năm 2013 - Trang chủ Chelsea bất ngờ thông báo anh sẽ chuyển sang thi đấu cho câu lạc bộ Everton theo bản hợp đồng cho mượn đến hết mùa giải.

#### 2014–16: Trở thành ngôi sao

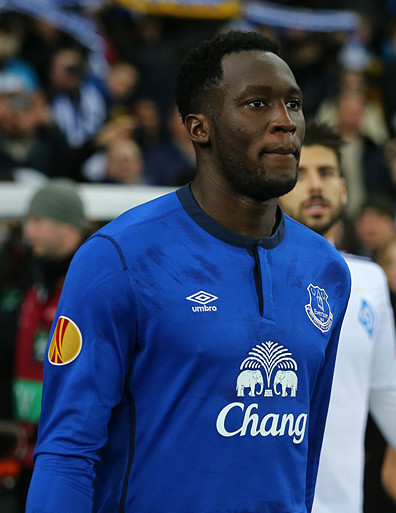
Lukaku chơi cho Everton năm 2015

Lukaku ký hợp đồng 5 năm với Everton vào tháng 7 năm 2014 với mức phí kỷ lục của câu lạc bộ khi đó là 28 triệu bảng. Anh ghi bàn thắng đầu tiên với tư cách là cầu thủ chính thức vào ngày 13 tháng 9, vào lưới câu lạc bộ cũ West Brom. Lukaku không ăn mừng bàn thắng và được các cổ động viên West Brom vỗ tay tán thưởng vì hành động tôn trọng của anh. Vào ngày 19 tháng 2 năm 2015, Lukaku ghi hat-trick đầu tiên cho Everton trong chiến thắng 4–1 cho Everton trước Young Boys ở vòng 32 UEFA Europa League ; anh ấy đánh đầu, sút chân phải và sút chân trái. Anh ghi thêm hai bàn nữa trong chiến thắng 3–1 ở trận lượt về một tuần sau đó. Với 8 bàn thắng, anh là cầu thủ ghi nhiều bàn thắng nhất giải đấu mùa đó, cùng với Alan của Red Bull Salzburg .
Trong trận đấu thứ hai của mùa giải Premier League 2015–16 , Lukaku ghi cú đúp trong hiệp một trong chiến thắng 3–0 của Everton trước Southampton vào ngày 15 tháng 8 năm 2015 với hai cú sút đầu tiên trúng đích. Trước trận đấu, anh đã tặng một chiếc áo phông cho một cổ động viên nhà mà anh đã vô tình chạm bóng trong lúc tập sút bóng. Vào ngày 26 tháng 8, anh ghi một cú đúp khác trong chiến thắng 5–3 trong hiệp phụ trước đội League One Barnsley ở League Cup . Vào ngày 28 tháng 9, Lukaku ghi hai bàn và kiến tạo bàn còn lại vào lưới West Brom khi anh dẫn dắt đội của mình từ thua 2–0 đến thắng 2–3. Anh ghi bàn vào lưới Liverpool trong trận Derby vùng Merseyside vào tuần sau trong trận hòa 1-1 tại Goodison Park. Vào ngày 21 tháng 11, Lukaku ghi hai bàn trong chiến thắng 4–0 trước Aston Villa, trở thành cầu thủ thứ năm dưới 23 tuổi ghi ít nhất 50 bàn thắng ở Premier League, sau Robbie Fowler, Michael Owen , Wayne Rooney và Cristiano Ronaldo . . Vào ngày 7 tháng 12, Lukaku ghi một bàn thắng ở cự ly gần trong trận hòa 1-1 trước Crystal Palace , bàn thắng thứ 50 sau 100 lần ra sân trên mọi đấu trường cho Everton. Vào ngày 12 tháng 12, Lukaku trở thành cầu thủ Everton đầu tiên ghi bàn trong sáu trận liên tiếp ở Premier League và là người đầu tiên ghi bàn trong bảy trận liên tiếp trên mọi đấu trường kể từ Bob Latchford bốn mươi năm trước , khi anh mở tỉ số ở Toffees ' Trận hòa 1-1 với Norwich City tại Carrow Road. Trong trận đấu tiếp theo, thất bại 3–2 trước Leicester City , Lukaku trở thành cầu thủ Everton đầu tiên kể từ Dave Hickson năm 1954 ghi bàn trong 8 trận liên tiếp.
Vào ngày 6 tháng 2 năm 2016, Lukaku ghi bàn thắng thứ 20 trong mùa giải trong chiến thắng 3–0 trước Stoke City , đồng nghĩa với việc anh là cầu thủ Everton đầu tiên kể từ Graeme Sharp ghi ít nhất 20 bàn thắng trên mọi đấu trường trong các mùa giải liên tiếp cho Everton. Pha lập công này cũng là bàn thắng thứ 16 của anh trong mùa giải, cân bằng kỷ lục ghi bàn ở Premier League cho Everton do Tony Cottee và Andrei Kanchelskis lập vào giữa những năm 1990. Lukaku tiếp nối bàn thắng này bằng một pha lập công khác trong chiến thắng 2–0 tại Dean Court của AFC Bournemouth cho bàn thắng thứ 21 của anh ấy trong mùa giải. Chiến thắng này đưa Everton vào tứ kết FA Cup , và cân bằng số bàn thắng mà Yakubu ghi cho Everton trên mọi đấu trường ở mùa giải 2007–08 , thành tích tốt nhất trước đó trong kỷ nguyên Premier League. Vào ngày 1 tháng 3, Lukaku ghi bàn trong chiến thắng 3–1 trước Aston Villa tại Villa Park , bàn thắng thứ 17 của anh trong mùa giải, một kỷ lục kỷ nguyên Premier League cho Everton. Bàn thắng này cũng có nghĩa là Lukaku đã cân bằng tỷ lệ ghi bàn thắng tốt nhất trước đó của anh ấy trong một mùa giải ở giải đấu, được lập trong thời gian cho mượn ở West Brom ở mùa giải 2012–13.

#### 2016–17: Thành tích cá nhân bền vững

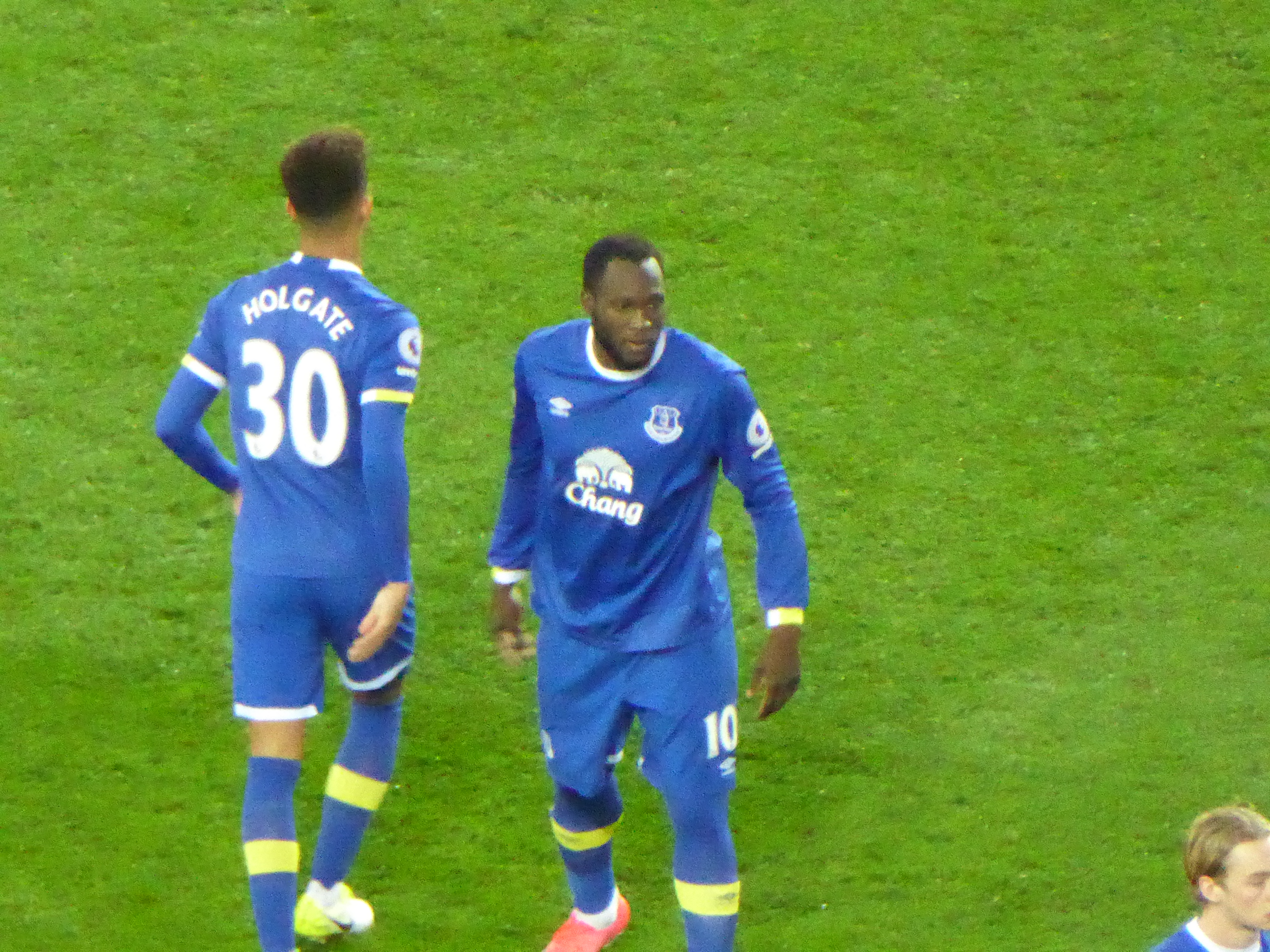
Lukaku với Everton năm 2017

Vào ngày 12 tháng 9 năm 2016, Lukaku ghi bàn thắng đầu tiên của mùa giải 2016–17 với cả ba bàn thắng trong trận thắng 3–0 trước Sunderland tại Sân vận động Ánh sáng. Các bàn thắng của anh được ghi trong 11 phút 37 giây, khiến đây trở thành cú hat-trick nhanh thứ 12 trong lịch sử Premier League. Vào ngày 4 tháng 2 năm 2017, Lukaku ghi bốn bàn, trong đó đầu tiên là bàn thắng nhanh nhất từ trước đến nay của Everton tại Premier League, vào lưới Bournemouth trong chiến thắng 6–3 tại Goodison Park. Đây cũng là hat-trick thứ 300 được ghi ở Premier League. Vào ngày 25 tháng 2 năm 2017, anh cân bằng kỷ lục ghi bàn ở Premier League của câu lạc bộ Duncan Ferguson , ghi bàn thắng thứ 60 tại EPL cho Toffees trong chiến thắng 2–0 trước Sunderland tại Goodison Park. Vào ngày 5 tháng 3, anh vượt qua Ferguson để trở thành người giữ kỷ lục chung cuộc, ghi bàn trong trận thua 3–2 trước Tottenham Hotspur trên sân White Hart Lane . Ở trận đấu tiếp theo, trong chiến thắng 3–0 trên sân nhà trước West Brom, Lukaku đã ghi bàn để trở thành cầu thủ Everton đầu tiên kể từ Bob Latchford ghi được 20 bàn thắng trở lên trên mọi đấu trường trong ba mùa giải liên tiếp. Một tuần sau, trong chiến thắng 4–0 trước Hull City, anh ghi hai bàn để nâng tổng số bàn thắng ở giải đấu của mình lên 21 trong mùa giải, qua đó trở thành cầu thủ Everton đầu tiên kể từ Gary Lineker 31 năm trước đây vượt qua 20 bàn thắng trong một mùa giải, đồng thời là cầu thủ thứ tư và cầu thủ nước ngoài đầu tiên ghi được 80 bàn thắng ở Premier League trước 24 tuổi.
Vào tháng 3 năm 2017, Lukaku đã từ chối một hợp đồng mới có thời hạn 5 năm trị giá 140.000 bảng một tuần được cho là giữa những tin đồn về việc trở lại Chelsea. Trong một cuộc phỏng vấn, anh đặt câu hỏi về tham vọng của câu lạc bộ trong việc thực hiện những vụ chuyển nhượng lớn và theo đuổi suất dự Champions League, anh cũng lên tiếng chỉ trích người quản lý của anh là Ronald Koeman . Một bàn thắng trong chiến thắng 3–1 cho Everton trước Burnley vào ngày 15 tháng 4 có nghĩa là Lukaku là cầu thủ Everton đầu tiên kể từ Bob Latchford ghi 25 bàn trong hai mùa giải liên tiếp trên mọi đấu trường, và là cầu thủ đầu tiên kể từ huyền thoại Dixie Dean ghi được 25 bàn thắng trong hai mùa giải liên tiếp . ghi bàn trong chín trận liên tiếp tại Goodison Park. Vào ngày 20 tháng 4 năm 2017, Lukaku lần đầu tiên có tên trong Đội hình PFA của năm .

### Manchester United

#### Chuyển nhượng
Lukaku gia nhập Manchester United vào ngày 10 tháng 7 năm 2017, ký hợp đồng 5 năm với tùy chọn thêm một năm. Mặc dù khoản phí chuyển nhượng này chính thức không được tiết lộ, nhưng nó đã được báo cáo là trị giá 75 triệu bảng ban đầu, cộng với 15 triệu bảng trong các điều kiện bổ sung. Bản hợp đồng của Lukaku diễn ra một ngày sau khi cựu đội trưởng Manchester United Wayne Rooney rời câu lạc bộ để trở lại Everton, câu lạc bộ thời niên thiếu của Rooney. Trước mùa giải 2017-2018, Lukaku đã xin phép Zlatan Ibrahimović nếu anh ta có thể tiếp quản chiếc áo số 9 từ Ibrahimovic. Lukaku được xác nhận đã được trao số áo này vào ngày 14 tháng 7.

#### 2017-18: Mùa giải ra mắt và sa sút phong độ

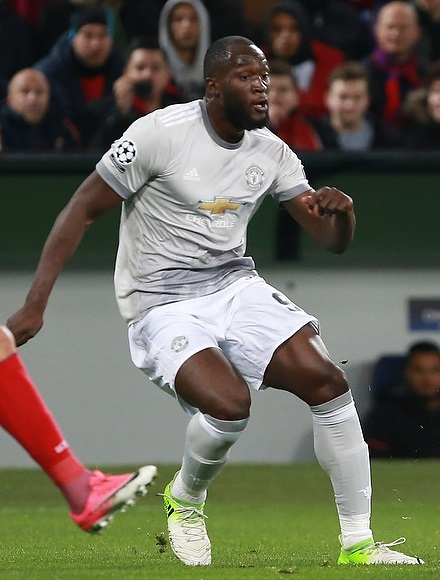
Lukaku chơi cho Manchester United tại UEFA Champions League 2017

Anh ra mắt trong trận đấu với Real Madrid vào ngày 8 tháng 8 tại Siêu cúp UEFA 2017, và ghi bàn thắng đầu tiên cho câu lạc bộ trong trận thua 2-1. Sự ra mắt giải đấu của anh ấy đến năm ngày sau tại nhà của West Ham. Lukaku đã ghi hai bàn trong chiến thắng 4-0, trở thành cầu thủ thứ tư của Manchester United ghi hai bàn trong trận ra mắt Premier League cho câu lạc bộ. Vào ngày 17 tháng 9, Lukaku đã ghi bàn thắng thứ ba của United trong chiến thắng 4 trận0 trước câu lạc bộ cũ Everton của anh ấy, với Lukaku chạy về phía người hâm mộ Everton và ngoáy tai trong khi ăn mừng bàn thắng của anh ấy và bị la ó trong suốt phần còn lại của trận đấu. Vào ngày 27 tháng 9, Lukaku đã ghi hai bàn trong chiến thắng 4-1 tại UEFA Champions League trước CSKA Moscow, đưa số bàn thắng của anh ấy lên 10 bàn trong chín lần ra sân đầu tiên. Khi làm như vậy, anh đã phá vỡ kỷ lục được thiết lập bởi Sir Bobby Charlton, người đã ghi được 9 bàn thắng trong 9 lần ra sân đầu tiên cho câu lạc bộ. Trong chiến thắng 2-1 trước câu lạc bộ cũ Chelsea vào ngày 25 tháng 2 năm 2018, Lukaku đã ghi bàn gỡ hòa và sau đó hỗ trợ bàn thắng trong trận đấu của Jesse Lingard. Anh đã ghi bàn thắng thứ 200 cho câu lạc bộ và quốc gia vào ngày 13 tháng 3 trong trận thua 2-1 trước Sevilla đã loại Manchester United khỏi Champions League ở vòng 16. Vào ngày 31 tháng 3 năm 2018, Lukaku đã ghi bàn để mở ra chiến thắng trên sân nhà 2-0 trước Swansea. Đó là bàn thắng thứ 100 tại Premier League của Lukaku trong trận đấu thứ 216 của anh, và khiến anh ấy trở thành cầu thủ trẻ thứ năm trong số 28 cầu thủ đạt được thành tích này.

#### 2018-19: Mùa giải cuối cùng ở Manchester
Lukaku bắt đầu mùa giải với 4 bàn thắng trong 5 lần ra sân đầu tiên, bao gồm cú đúp vào lưới Burnley, trước hạn hán bàn thắng kéo dài 12 trận kéo dài từ 19 tháng 9 đến 27 tháng 11 năm 2018. Anh tiếp tục ghi các bàn thắng vào lưới Southampton và Fulham. Câu lạc bộ sa thải huấn luyện viên Jose Mourinho, thay thế ông bằng cựu tiền đạo của United, Ole Gunnar Solskjær. Solskjaer để Lukaku rời khỏi đội hình trong hai trận dẫn đội đầu tiên của ông khi gặp Cardiff City và Huddersfield Town. Lukaku đã xuất hiện thay thế trong hai trận đấu tiếp theo của United trước Bournemouth  và Newcastle United, ghi bàn trong cả hai trận đấu trong vòng hai phút sau đó. Sau đó, anh đã chơi trọn 90 phút của trận đấu ở vòng ba FA Cup với Reading, ghi bàn thắng thứ hai trong chiến thắng 2-0. Tuy nhiên, Solskjær tiếp tục để Marcus Rashford ra sân ngay từ đầu và Lukaku chỉ ra sân ngay từ đầu 5 trong số 9 trận tiếp theo, chơi đủ 90 phút chỉ trong hai trận và không ghi được bàn nào trong số đó. Phong độ ghi bàn của Lukaku trở lại trong ba trận tiếp theo, khi anh ấy ghi bàn trong trận đấu với Crystal Palace, Southampton  và Paris Saint-Germain. Các bàn thắng vào lưới PSG là một phần trong chiến thắng 3-1 đã giúp United vượt qua vòng tứ kết Champions League theo luật bàn thắng sân khách, lần đầu tiên một đội bóng đi tiếp sau khi thua trên sân nhà ở lượt đi từ hai bàn trở lên. Tuy nhiên, United đã bị Barcelona loại ở tứ kết với tổng tỷ số 4–0.

### Inter Milan

#### 2019–20: Kỷ lục chuyển nhượng câu lạc bộ và á quân Europa League
Lukaku gia nhập Inter Milan ngày 8 tháng 8 năm 2019 theo hợp đồng có thời hạn 5 năm, phí chuyển nhượng được công bố là 80 triệu euro. Chỉ 3 ngày sau khi rời MU để chuyển sang khoác áo Inter Milan, Romelu Lukaku đã thể hiện tài "săn bàn" bằng 4 pha lập công giúp đội bóng mới đại thắng 8-0 trước đội bóng đang chơi ở Serie D là Virtus Bergamo. Đến nay, anh đã ghi được 153 bàn thắng cho Inter Milan.
Sau đó, anh ấy đề cập đến lý do rời Manchester United, bằng cách tuyên bố rằng anh ấy đã bị coi là vật tế thần cùng với những cầu thủ khác, chẳng hạn như Paul Pogba và Alexis Sánchez , bên cạnh việc câu lạc bộ đã không bảo vệ anh ấy trước những tin đồn về tương lai của anh ấy. Lukaku có trận ra mắt Inter vào ngày 26 tháng 8 trong trận đấu mở màn Serie A gặp Lecce , ghi bàn thắng thứ ba cho đội bóng của anh ấy bằng cú sút đầu tiên trong chiến thắng 4–0 trên sân nhà. Bàn thắng này có nghĩa là Lukaku đã ghi bàn trong trận đấu đầu tiên ở giải VĐQG cho 5 trong số 6 câu lạc bộ mà anh ấy từng đại diện: Anderlecht, West Brom, Everton, Manchester United và Inter; anh cũng trở thành cầu thủ Bỉ thứ ba ghi bàn cho Inter ở Serie A, sau Enzo Scifo và Radja Nainggolan . Trong trận đấu thứ hai trong mùa giải của câu lạc bộ tại Cagliari vào ngày 1 tháng 9, Lukaku đã ghi bàn thắng ấn định chiến thắng từ chấm phạt đền giúp Inter giành chiến thắng 2-1 trên sân khách; tuy nhiên, anh ấy đã phải chịu sự lạm dụng phân biệt chủng tộc từ một số người hâm mộ Cagliari.
Trong những tháng đầu tiên kể từ khi đến, Lukaku đã hợp tác tấn công với cầu thủ trẻ người Argentina Lautaro Martínez , được truyền thông Ý mệnh danh là "Lu-La". Điều này xảy ra sau khi bộ đôi này ghi một cú đúp trong chiến thắng 4–3 trên sân khách trước Sassuolo vào tháng 10, mang lại cho Inter chiến thắng đầu tiên kể từ năm 2016. Vào ngày 2 tháng 11, Lukaku ghi một cú đúp trong chiến thắng 2-1 trên sân khách trước Bologna ở Serie A, trận đấu chứng kiến anh sánh ngang với kỷ lục 9 bàn thắng của Ronaldo sau 11 lần ra sân đầu tiên cho câu lạc bộ. Vào ngày 27 tháng 11, Lukaku ghi bàn thắng đầu tiên tại UEFA Champions League cho Inter, trong chiến thắng 3–1 trên sân khách trước Slavia Praha ở vòng bảng; Ngoài ra, anh còn kiến tạo cho hai bàn thắng khác do Lautaro Martínez ghi và có hai bàn không được công nhận. Trong trận đấu cuối cùng trên sân nhà với Barcelona, Lukaku đã ghi bàn thắng duy nhất cho đội bóng của mình trong trận thua 2-1, đồng nghĩa với việc Inter chuyển đến Europa League mùa thứ hai liên tiếp.
Anh bắt đầu năm mới vào ngày 6 tháng 1 bằng việc ghi một cú đúp trong chiến thắng 3–1 trước Napoli , giúp Inter giành chiến thắng đầu tiên tại Stadio San Paolo kể từ tháng 10 năm 1997; anh ấy đã nhận được nhiều lời khen ngợi từ giới truyền thông vì bàn thắng đầu tiên ghi được ở phút thứ 14, đến từ nỗ lực cá nhân. Vào ngày 9 tháng 2, Lukaku ghi bàn thắng cuối cùng trong chiến thắng 4–2 trên sân nhà trước đối thủ cùng thành phố Milan , đưa Inter lên đầu bảng và mang về cho họ một cú đúp nữa trước Milan; đó cũng là bàn thắng thứ 17 của anh ấy trong mùa giải.
Vào ngày 25 tháng 7, Lukaku ghi một cú đúp trong chiến thắng 3–0 trước Genoa; Khi làm như vậy, anh trở thành cầu thủ Inter đầu tiên kể từ István Nyers ở mùa giải 1949–50 ghi được 15 bàn thắng trên sân khách trong một mùa giải Serie A và là người đầu tiên làm được điều này trong mùa giải đầu tiên. Anh kết thúc mùa giải Serie A đầu tiên với 23 bàn thắng, khi Inter đứng ở vị trí á quân ít hơn Juventus một điểm trên bảng xếp hạng; chỉ có Ronaldo (25) và Nyers (26) là ghi nhiều bàn hơn anh trong mùa giải đầu tiên ở Inter. Vào ngày 5 tháng 8, Lukaku ghi bàn trong chiến thắng 2–0 trước Getafe ở vòng 16 đội Europa League, giúp đội bóng của anh lọt vào tứ kết một giải đấu châu Âu lần đầu tiên kể từ năm 2011 . Bàn thắng thứ 30 trên mọi đấu trường, thành tích cá nhân mới tốt nhất và anh cũng đã ghi bàn trong trận thứ tám liên tiếp tại Europa League, cân bằng kỷ lục mọi thời đại do Alan Shearer thiết lập vào năm 2004–05. Trong trận tứ kết vào ngày 10 tháng 8, anh đã phá kỷ lục này, ghi bàn trong trận thứ chín liên tiếp trong trận đấu trong chiến thắng 2-1 trước Bayer Leverkusen ở Düsseldorf, để đưa Inter vào bán kết. Vào ngày 17 tháng 8, Lukaku ghi một cú đúp trong chiến thắng 5–0 trước Shakhtar Donetsk - trận thứ 10 liên tiếp của anh trong giải đấu - khi Inter lọt vào trận chung kết . Trong trận chung kết, anh kiếm được và ghi một quả phạt đền ở phút thứ năm, nhưng cũng đá phản lưới nhà ở phút 74, đó cuối cùng là bàn thắng ấn định chiến thắng cho Sevilla trong trận thua 3–2. Lukaku cân bằng kỷ lục của Ronaldo ở mùa giải 1997–98, khi ghi 34 bàn trên mọi đấu trường.

#### 2020–21: Nhà vô địch Serie A
Vào ngày 21 tháng 10 năm 2020, Lukaku ghi một cú đúp trong trận hòa 2–2 trước Borussia Mönchengladbach trong trận đấu đầu tiên của UEFA Champions League 2020–21 . Vào ngày 1 tháng 12, anh ghi một cú đúp khác vào lưới Borussia Mön Chengladbach để ấn định chiến thắng 3–2 trên sân khách. Tuy nhiên, Inter đã hòa trận cuối cùng trước Shakhtar Donetsk, để đứng cuối cùng trong bảng đấu và bị loại khỏi tất cả các giải đấu châu Âu. Vào ngày 3 tháng 1 năm 2021, Lukaku ghi một bàn thắng trong chiến thắng 6–2 trước Crotone , để đạt bàn thắng thứ 50 trên mọi đấu trường chỉ sau 70 trận, phá kỷ lục trước đó của Ronaldo, người ghi 50 bàn sau 77 trận. Vào ngày 26 tháng 1, Lukaku đã tham gia vào cuộc ẩu đả với đồng đội cũ ở Manchester United, Zlatan Ibrahimović trong trận tứ kết Coppa Italia giữa Inter với Milan. Sau pha phạm lỗi của Lukaku vào cuối hiệp một, người ta có thể nghe thấy anh và Ibrahimović trao đổi những lời lăng mạ khi cả hai đụng đầu và phải bị các đồng đội của họ khống chế. Cả hai cầu thủ đều bị phạt thẻ khi cuộc tranh cãi của họ tiếp tục diễn ra trong đường hầm ở hiệp một. Ibrahimović sẽ bị đuổi khỏi sân trong hiệp hai sau khi nhận thẻ vàng thứ hai vì phạm lỗi với Aleksandar Kolarov , khi Inter ghi chiến thắng 2-1.
Vào ngày 14 tháng 2, anh ghi một cú đúp và có một pha kiến tạo vào lưới Lazio trong chiến thắng 3-1, nâng tổng số bàn thắng ở Serie A của anh lên 16 bàn trong mùa giải, đồng thời san bằng Cristiano Ronaldo với tư cách là cầu thủ ghi bàn hàng đầu của giải đấu. Bàn thắng thứ hai của Lukaku cũng là bàn thắng thứ 300 trong sự nghiệp thi đấu chuyên nghiệp của anh. Inter vô địch Serie A 2020–21 lần đầu tiên kể từ mùa giải 2009–10. Lukaku kết thúc mùa giải 2020–21 với 24 bàn thắng ở giải VĐQG, 11 đường kiến tạo - giúp anh trở thành cầu thủ ghi nhiều bàn thắng nhất cho đội giành chức vô địch và là cầu thủ ghi nhiều bàn thắng thứ hai trong giải đấu, chỉ sau Ronaldo.

### Trở lại Chelsea

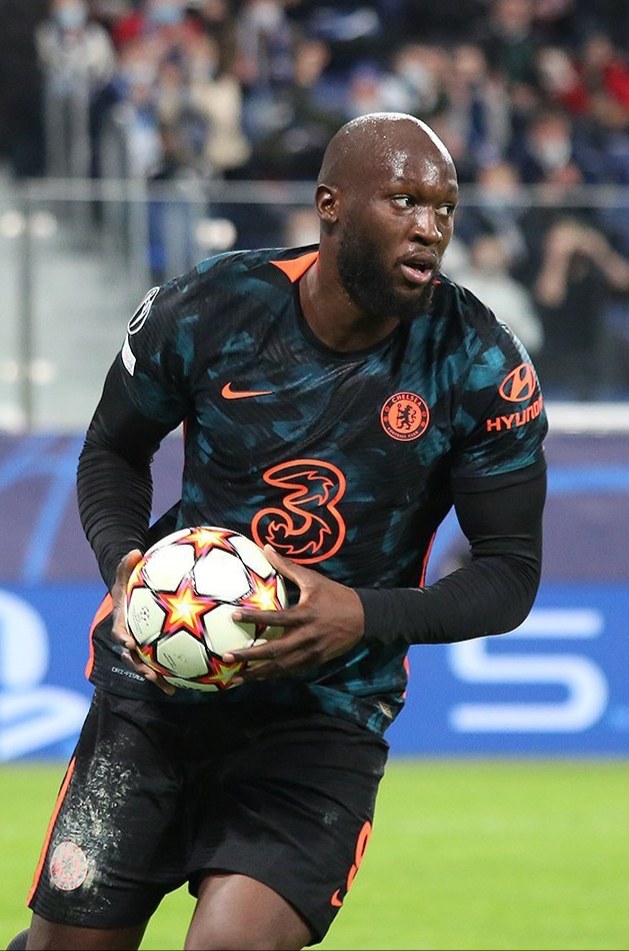
Lukaku chơi cho Chelsea vào năm 2021

Vào ngày 12 tháng 8 năm 2021, Lukaku trở lại câu lạc bộ cũ Chelsea 10 năm sau khi anh ấy gia nhập câu lạc bộ ban đầu, với mức phí kỷ lục câu lạc bộ được báo cáo là 97,5 triệu bảng.
2021–22: Nhà vô địch FIFA Club World và đánh mất phong độ
Vào ngày 12 tháng 8 năm 2021, Lukaku trở lại câu lạc bộ cũ Chelsea, một thập kỷ sau khi anh gia nhập câu lạc bộ ban đầu, với mức phí kỷ lục câu lạc bộ được báo cáo là 97,5 triệu bảng. Khi thực hiện thương vụ này, Lukaku đã trở thành cầu thủ đắt giá nhất mọi thời đại, với phí chuyển nhượng tích lũy gần 285 triệu bảng, vượt qua Neymar . Lukaku thừa nhận trong một cuộc phỏng vấn rằng anh ấy đã yêu cầu Inter đạt được thỏa thuận với Chelsea, nói rõ: "Tôi không muốn đi sau lưng Inter. Họ đã giúp tôi thoát khỏi tình trạng tồi tệ. Tôi đang ở trong một hố sâu tại Manchester United. Sau buổi tập, tôi đến văn phòng của huấn luyện viên trưởng Simone Inzaghi. Tôi không muốn phá hỏng bầu không khí vì tôi không còn trụ sở ở Milan. Vì vậy, tôi đã hỏi ông ấy: hãy tìm một thỏa thuận."
Vào ngày 22 tháng 8, Lukaku ghi bàn trong trận ra mắt thứ hai ở phút thứ 15, sau đường chuyền của Reece James , trong chiến thắng 2–0 trên sân khách trước Arsenal. Vào ngày 12 tháng 9, Lukaku ghi hai bàn trên sân nhà vào lưới Aston Villa , lần đầu tiên anh ghi bàn tại Stamford Bridge . Hai ngày sau, Lukaku ghi bàn thắng đầu tiên ở châu Âu cho Chelsea, vào lưới Zenit ở Champions League . Vào ngày 8 tháng 10, Lukaku là một trong năm cầu thủ Chelsea có tên trong danh sách rút gọn 30 người cuối cùng cho Quả bóng vàng 2021 , và anh được xếp đứng thứ mười hai.
Vào cuối tháng 12, Lukaku đã gây tranh cãi khi trong một cuộc phỏng vấn với Sky Italia, anh cho biết mình "không hài lòng" với tình hình ở Chelsea và huấn luyện viên trưởng Thomas Tuchel "đã chọn chơi với một hệ thống khác", so sánh chiến thuật của đội với hệ thống đó. ở Inter. Trong cùng một cuộc phỏng vấn, anh tiếp tục bày tỏ mong muốn được trở lại Inter "trong tương lai gần". Do đó, Tuchel đã loại anh ta hoàn toàn khỏi đội hình trong trận đấu với đối thủ thách thức danh hiệu Liverpool, kết thúc với tỷ số 2–2. Sau khi nói chuyện với Tuchel, Lukaku đã đưa ra lời xin lỗi, nói rằng "Tôi xin lỗi vì những điều khó chịu mà tôi đã gây ra" và nói rằng anh ấy "muốn tiến về phía trước". Anh ấy được trở lại đội một và đá chính trong trận lượt đi bán kết EFL Cup trước Tottenham Hotspur, nhưng bị phạt vì những bình luận của mình . Lukaku kết thúc mùa giải với 8 bàn thắng sau 26 trận ở giải VĐQG; và anh bị ESPN đánh giá là bản hợp đồng tệ nhất mùa giải Premier League.
Anh gây thất vọng khi chỉ có 15 bàn thắng trong mùa giải đầu tiên và không có ấn tượng nhiều.

#### 2022–23: Trở lại Inter Milan theo dạng cho mượn: Á quân Champions League
Vào ngày 29 tháng 6 năm 2022, Chelsea thông báo rằng Lukaku sẽ trở lại Inter theo dạng cho mượn kéo dài một mùa giải cho chiến dịch 2022–23. Có thông tin cho rằng họ đã đồng ý trả khoản phí cho mượn khoảng 8 triệu euro (6,9 triệu bảng) và Lukaku đã bị cắt giảm mức lương. Anh ấy sẽ chọn mặc áo số 90, do số 9 đã được Edin Džeko sử dụng . Vào ngày 13 tháng 8, anh ghi bàn thắng đầu tiên kể từ khi trở lại Nerazzurri trong chiến thắng 2-1 trước Lecce .
Sau nhiều chấn thương khác nhau trong những tháng đầu tiên của mùa giải, Lukaku có trận ra sân đầu tiên cho Inter với tỷ số 1–0 trước đội dẫn đầu giải vô địch là Napoli, khiến họ thất bại đầu tiên ở giải đấu mùa giải 2022–23. Mười bốn ngày sau, mặc dù phải ngồi dự bị nhưng sau chiến thắng 3–0 trước Milan, anh đã giành được Supercoppa Italiana 2022 . Vào ngày 22 tháng 2, trong trận lượt đi vòng 16 đội Champions League , anh ghi bàn thắng duy nhất trong chiến thắng trên sân nhà trước Porto , đưa Inter tiến vào tứ kết, sau khi giành được một trận hòa trên sân khách. ở Porto. Anh ấy đã bắt đầu lấy lại phong độ của mình vào những tháng cuối mùa giải, ghi sáu bàn sau sáu lần ra sân từ tháng Tư đến tháng Năm. Vào ngày 5 tháng 4, anh ấy kêu gọi Serie A hành động sau khi anh ấy bị phân biệt chủng tộc trong trận hòa Coppa Italia với Juventus . Vào ngày 24 tháng 5, anh giành được Coppa Italia đầu tiên khi Inter đánh bại Fiorentina 2–1 trong trận chung kết. Vào ngày 10 tháng 6, anh đã ra sân chơi trong trận chung kết Champions League 2022–23 nhưng đã để thua Manchester City 0-1, cá nhân Lukaku bị chỉ trích nặng nề sau trận chung kết do liên tục bỏ lỡ cơ hội cũng như ngăn chặn cơ hội ghi bàn của đồng đội.

#### 2023–24: Cho Roma mượn
Vào ngày 31 tháng 8 năm 2023, Lukaku được gửi đến một câu lạc bộ Serie A khác, Roma , theo một hợp đồng cho mượn kéo dài một mùa giải với mức phí được báo cáo là khoảng 8 triệu bảng (9,3 triệu euro), với câu lạc bộ Ý chi trả toàn bộ lương của cầu thủ. Lukaku cũng được cho là đã đồng ý với một hợp đồng mới với Chelsea, trong đó bao gồm việc cắt giảm lương trong thời gian còn lại của hợp đồng và điều khoản giải phóng 37 triệu bảng. Vào ngày 1 tháng 9, anh có trận ra mắt Roma tại Stadio Olimpico , vào sân từ băng ghế dự bị trong trận thua 2-1 trước Milan. Vào ngày 17 tháng 9, anh ghi bàn thắng đầu tiên trong chiến thắng 7–0 trước Empoli.

## Sự nghiệp thi đấu đội tuyển quốc gia

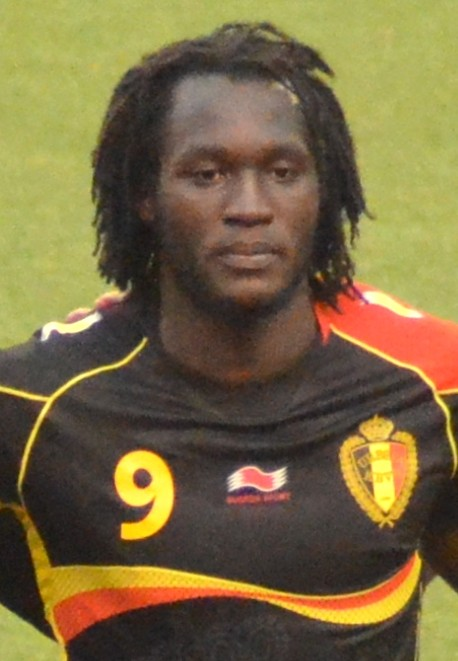
Lukaku trong màu áo tuyển năm 2013

### 2008–2017: Cấp độ trẻ và sự nghiệp quốc tế ban đầu
Lukaku từng là thành viên của đội tuyển U-21 Bỉ và đã ghi bàn thắng trong trận ra mắt gặp U-21 Slovenia . Vào ngày 24 tháng 2 năm 2010, Lukaku lần đầu tiên được gọi vào đội tuyển Bỉ cho trận giao hữu với Croatia . Vào ngày 17 tháng 11 năm 2010, anh ghi hai bàn thắng quốc tế đầu tiên trong trận giao hữu với Nga . Lukaku ghi bàn thắng đầu tiên sau gần hai năm cho đội tuyển quốc gia, ghi bàn ấn định chiến thắng 4–2 trong trận giao hữu trước đối thủ Hà Lan vào ngày 15 tháng 8 năm 2012.
Vào ngày 11 tháng 10 năm 2013, Lukaku ghi hai bàn thắng giúp Bỉ đánh bại Croatia 2-1 để giành một suất vào vòng chung kết World Cup . Vào tháng 5 năm 2014, Lukaku có tên trong đội tuyển Bỉ tham dự World Cup 2014. Vào ngày 26 tháng 5, anh ghi hat-trick quốc tế đầu tiên trong trận giao hữu trước giải đấu với nước láng giềng Luxembourg . Tuy nhiên, vì Bỉ đã thực hiện bảy quyền thay người trong trận đấu này thay vì sáu người được phép, nên trận đấu này không được FIFA công nhận là một trận đấu chính thức . Vào ngày 1 tháng 6, anh ghi bàn đầu tiên trong số hai bàn thắng cho Bỉ trong chiến thắng 2–0 trong trận giao hữu với Thụy Điển . Trong trận đấu đầu tiên của Bỉ tại giải đấu, chiến thắng 2-1 trước Algeria ở Belo Horizonte , Lukaku đá chính và chơi 58 phút, trước khi bị thay thế bởi Divock Origi .  Ở vòng 16 , Lukaku vào sân thay người trước khi bước vào hiệp phụ , và kiến tạo cho Kevin De Bruyne ghi bàn mở tỷ số ba phút sau đó. Ở phút thứ 105, anh ghi bàn thắng đầu tiên của giải đấu khi Bỉ đánh bại Hoa Kỳ với tỷ số 2-1.
Vào ngày 29 tháng 3 năm 2016, Lukaku đã có bàn thắng danh dự trong trận thua 2-1 trước Bồ Đào Nha , với sự hỗ trợ của em trai anh, Jordan Lukaku .  Tại UEFA Euro 2016 , Lukaku ghi hai bàn trong trận thắng 3–0 thứ hai của Bỉ ở vòng bảng vào ngày 18 tháng 6 năm 2016 trước Cộng hòa Ireland .

### 2017–2018: Vua phá lưới mọi thời đại của Bỉ

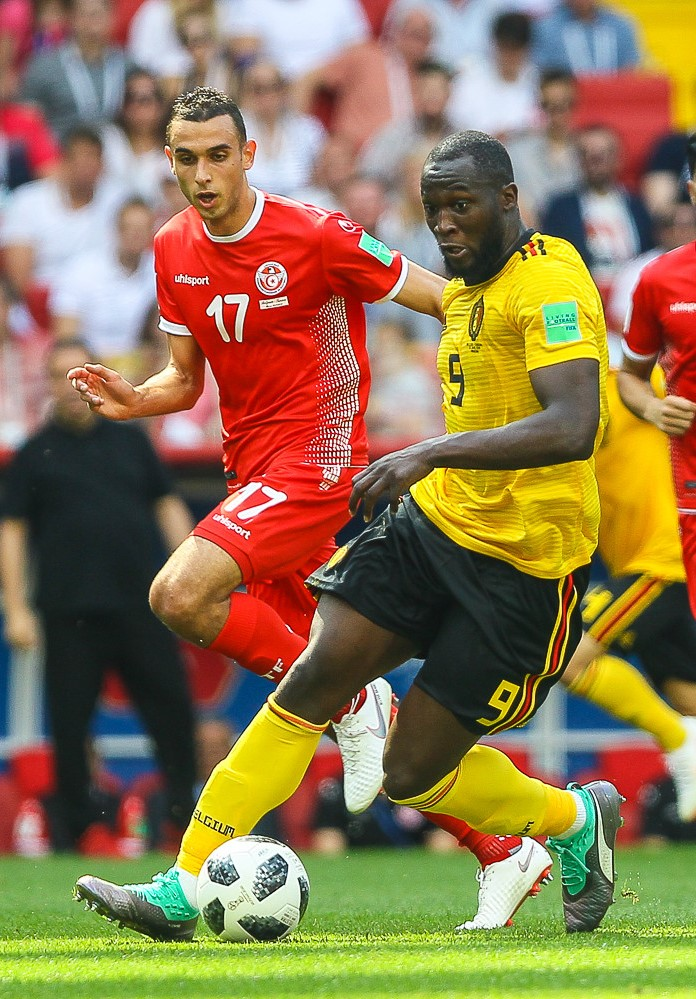
Lukaku (phải) chơi cho tuyển Bỉ ở World Cup 2018

Vào ngày 10 tháng 11 năm 2017, Lukaku đã cân bằng kỷ lục ghi bàn mọi thời đại của Bỉ do Bernard Voorhoof và Paul Van Himst thiết lập , sau khi ghi hai bàn vào lưới Mexico trong trận hòa 3–3. Bốn ngày sau khi cân bằng kỷ lục, Lukaku trở thành cầu thủ ghi nhiều bàn thắng nhất mọi thời đại cho Bỉ với 31 bàn thắng quốc tế ở tuổi 24, sau khi anh ghi bàn thắng duy nhất trong chiến thắng 1–0 trước Nhật Bản .  Mặc dù kỷ lục này đã được Hiệp hội bóng đá Hoàng gia Bỉ tính , FIFA chỉ chính thức công nhận 28 bàn thắng, sau trận giao hữu quốc tế bị vô hiệu với Luxembourg vào ngày 26 tháng 5 năm 2014, nơi anh lập một hat-trick trong chiến thắng 5–1, bởi vì cựu huấn luyện viên người Bỉ, Marc Wilmots đã thực hiện bảy lần thay người trong trận đấu thay vì sáu lần được phép, điều này không phù hợp với luật thi đấu .
Vào ngày 6 tháng 6 năm 2018, Lukaku chính thức trở thành cầu thủ ghi bàn nhiều nhất mọi thời đại của Bỉ với 31 bàn thắng, sau khi ghi bàn thắng trong chiến thắng 3–0 trước Ai Cập . Anh cũng đã phá vỡ mối quan hệ tay ba với các cầu thủ ghi bàn kỷ lục trước đó là Bernard Voorhoof và Paul Van Himst.

### 2018–2022: Thế hệ vàng của Bỉ

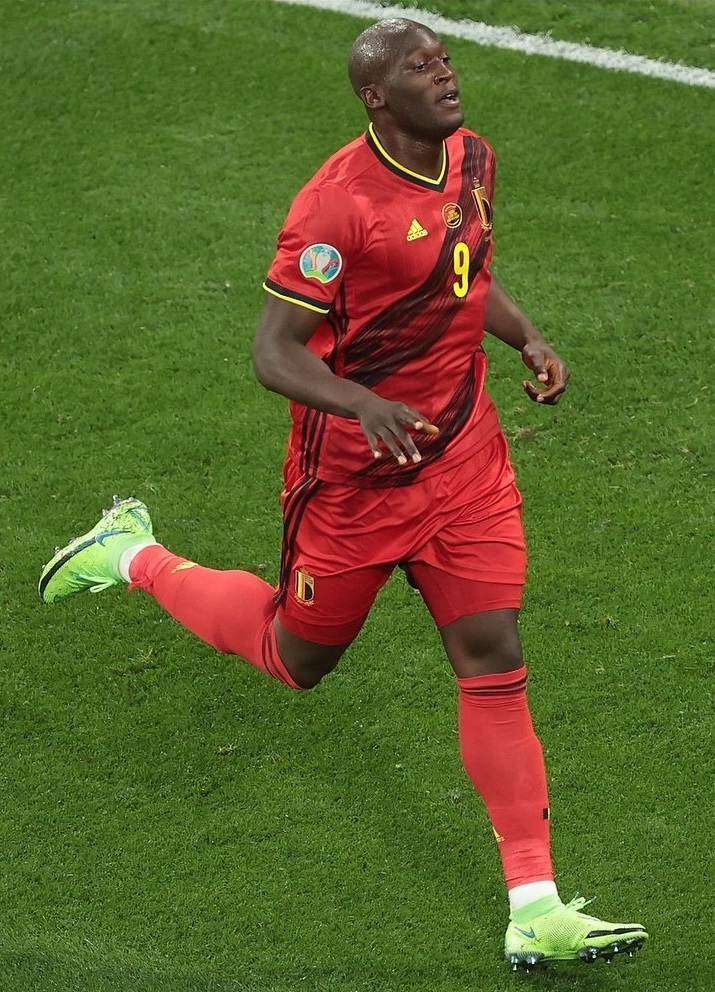
Lukaku chơi cho tuyển Bỉ vào năm 2021

Vào ngày 18 tháng 6, Lukaku ghi hai bàn trong chiến thắng 3–0 trước Panama trong trận mở màn vòng bảng tại FIFA World Cup 2018 .  Trong trận đấu vòng bảng tiếp theo vào ngày 23 tháng 6 năm 2018, anh lại ghi hai bàn trong chiến thắng 5–2 trước Tunisia . Sau khi lập công, Lukaku trở thành cầu thủ đầu tiên kể từ Diego Maradona năm 1986 ghi được hai bàn thắng trở lên trong các trận đấu liên tiếp ở World Cup. Cuối cùng, anh kết thúc giải đấu với bốn bàn thắng và một pha kiến tạo, giúp anh giành được Chiếc giày đồng khi Bỉ kết thúc giải đấu ở vị trí thứ ba.
Vào ngày 10 tháng 10 năm 2019, Lukaku ghi bàn thắng quốc tế thứ 50 và 51 trong chiến thắng 9–0 trên sân nhà trước San Marino , ở vòng loại Euro 2020 . Vào ngày 12 tháng 6 năm 2021, Lukaku ghi hai bàn trong trận mở màn vòng bảng UEFA Euro 2020 của Bỉ , trong chiến thắng 3–0 trước Nga.  Vào ngày 21 tháng 6, anh ghi bàn thắng cuối cùng trong chiến thắng 2–0 trước Phần Lan trong trận đấu cuối cùng vòng bảng của đội anh. Vào ngày 2 tháng 7, anh ghi bàn thắng duy nhất cho Bỉ trong trận đấu từ một quả phạt đền vào cuối hiệp một trong trận thua 2-1 trước Ý ở tứ kết của giải đấu.  Hai ngày sau trận chung kết, Lukaku được trao giải là cầu thủ Bỉ duy nhất được chọn vào Đội hình tiêu biểu của Giải đấu UEFA Euro 2020. Anh ấy có được vị trí tiền đạo.
Lukaku có lần ra sân thứ 100 cho Bỉ vào ngày 5 tháng 9 năm 2021 trong trận gặp Cộng hòa Séc, ghi bàn thắng thứ 67 trong trận đấu này.
Vào tháng 11 năm 2022, anh có tên trong danh sách 26 cầu thủ tham dự FIFA World Cup 2022 tại Qatar. Trong trận đấu cuối cùng ở vòng bảng, Bỉ chỉ kém Croatia, đội mà họ đang thi đấu, một điểm và cần phải thắng để tiến vào vòng loại trực tiếp. Lukaku đã bỏ lỡ bốn cơ hội ngon ăn trước khung thành để ghi bàn trong trận hòa 0–0, khiến Bỉ bị loại khỏi giải đấu khi họ đứng thứ ba trong bảng của mình, bản thân anh đã nhận phải không ít chỉ trích, chế nhạo từ người hâm mộ và bị liệt vào đội hình tệ nhất giải đấu này.

### 2023-nay
Tại vòng loại UEFA Euro 2024, Lukaku đã ghi 14 bàn sau 8 lần ra sân, phá kỷ lục về số bàn thắng mà một cầu thủ ghi được trong chiến dịch vòng loại giải vô địch châu Âu. Vào ngày 28 tháng 5 năm 2024, anh được chọn vào danh sách 25 cầu thủ tham dự Euro 2024. Vào ngày 17 tháng 6, anh bị VAR từ chối 2 bàn thắng trong trận mở màn với Slovakia, trận đấu kết thúc với tỷ số thua 0-1.

## Phong cách chơi
Lukaku là một cầu thủ thuận chân trái, được The Guardian vinh danh là một trong mười cầu thủ trẻ triển vọng nhất châu Âu vào năm 2014. Là một tiền đạo to lớn và thể chất mạnh mẽ ngay từ khi còn nhỏ, có nhãn quan ghi bàn, Lukaku nổi tiếng là sử dụng thể chất của mình để vượt qua các hậu vệ. Tuy nhiên, bất chấp chiều cao, sức mạnh, thể chất và khả năng giữ lối chơi quay lưng về phía khung thành, vai trò ưa thích của anh ấy không phải là một mục tiêu ở trung tâm , mà là một tiền vệ biên. tiền đạo hoặc "Poacher"; do tính linh hoạt về mặt chiến thuật, anh ấy cũng có khả năng chơi ở vị trí tiền vệ cánh . Một tiền đạo toàn diện , không chiến mạnh mẽ, ngoài phẩm chất thể chất và khả năng ghi bàn, anh ấy còn sở hữu tốc độ, thể lực, khả năng nhận thức, lối chơi liên kết tốt, kỹ thuật và tầm nhìn, cũng như khả năng dứt điểm. vào vị trí tấn công tốt hoặc tạo khoảng trống cho đồng đội với những pha đi bóng thông minh. Mặc dù anh ấy đã từng bị các chuyên gia chỉ trích vì đóng góp hạn chế trong phòng ngự, nhưng anh ấy đã được các nhà quản lý khen ngợi vì tỷ lệ không bóng của mình. Tuy nhiên , bất chấp khả năng của mình, anh ấy cũng đôi khi bị giới truyền thông chỉ trích vì cách di chuyển và lần chạm và khống chế bóng đầu tiên.

### Tầm ảnh hưởng
Trong cuộc phỏng vấn năm 2016 với ESPN , Lukaku đã chỉ ra Didier Drogba và Nicolas Anelka là hai tiền đạo khiến anh muốn chơi cho Chelsea, nhưng lại nói rằng Ronaldo là thần tượng của mình: "Ronaldo đã thay đổi bóng đá. Anh ấy là người mà bạn sẽ nhìn vào. sẽ thấy anh ta thực hiện các bước nhảy và bạn nghĩ: 'Ai làm việc này?' Bạn sẽ thấy các hậu vệ ngã xuống và bạn nói: 'Chà'. Những bàn thắng anh ấy ghi được, và vào những thời điểm quan trọng. Anh ấy ghi những bàn thắng khiến bạn phải thốt lên: 'Ôi trời, chuyện này không nghiêm trọng đâu. ' " Cựu tiền đạo người Brazil là người có ảnh hưởng lớn nhất khi còn nhỏ, Lukaku nói thêm: "Anh ấy đã thay đổi chiều hướng của một tiền đạo. Anh ấy nhanh nhẹn, có thể rê bóng như một cầu thủ chạy cánh, chạy như một vận động viên chạy nước rút, anh ấy mạnh mẽ như một con bò."  Khi được đề cập rằng anh có những điểm chung nhất định với cầu thủ người Brazil, Lukaku trả lời: "Hãy giống Ronaldo? Chỉ có một Ronaldo."

## Đời sống cá nhân
Lukaku sinh ra ở Antwerp , Bỉ với cha mẹ là người Congo . Cha của anh, Roger Lukaku , chơi bóng đá chuyên nghiệp và được Zaire khoác áo đội tuyển quốc gia . Anh ấy có một người em trai tên là Jordan , người đã học tập tại học viện trẻ ở Anderlecht. Anh họ của anh là Boli Bolingoli-Mbombo chơi ở vị trí tiền vệ cánh trái hoặc hậu vệ cho Mechelen .
Lukaku là chủ đề của loạt phim tài liệu truyền hình mang tên De School Van Lukaku (Trường học của Lukaku) được chiếu trên mạng Eén nói tiếng Hà Lan. Chương trình thực tế theo chân cậu thiếu niên Lukaku và các bạn cùng lớp của anh ấy trong suốt một năm tại Học viện Saint-Guidon, một trường học ở Brussels , nơi cầu thủ bóng đá này đã chơi cho đội trẻ Anderlecht. Năm 2009, loạt phim theo chân trường học khi thực hiện chuyến đi thực địa tới London , thăm sân Stamford Bridge của Chelsea. Lukaku khi đó đã nói: "Đây là một sân vận động tuyệt vời. Nếu một ngày nào đó trong đời tôi khóc, đó sẽ là ngày tôi được chơi ở đây. Tôi yêu Chelsea". Ngoài tiếng mẹ đẻ là tiếng Pháp và tiếng Hà Lan, Lukaku còn có thể nói thông thạo tiếng Anh, tiếng Bồ Đào Nha, tiếng Ý, tiếng Tây Ban Nha và tiếng Swahili của Congo, đồng thời cũng có thể hiểu được tiếng Đức. Lukaku từng khẳng định thần tượng lớn nhất của anh là Didier Drogba.
Lukaku là một người Công giáo sùng đạo , thường xuyên cầu nguyện trước và sau các trận đấu. Ngài đã thực hiện chuyến hành hương đến Lộ Đức vào năm 2014. Anh  là người kiêng rượu .
Tính đến năm 2023, Lukaku có mối quan hệ với rapper người Mỹ Megan Thee Stallion .

### Phương tiện truyền thông và sự chứng thực
Lukaku là cầu thủ Premier League đầu tiên gia nhập công ty quản lý Roc Nation Sports của Jay-Z . Năm 2018, anh đã ký hợp đồng tài trợ kỷ lục với công ty đồ thể thao Puma của Đức , hợp đồng chứng thực lớn nhất từ trước đến nay của công ty.

### Hoạt động

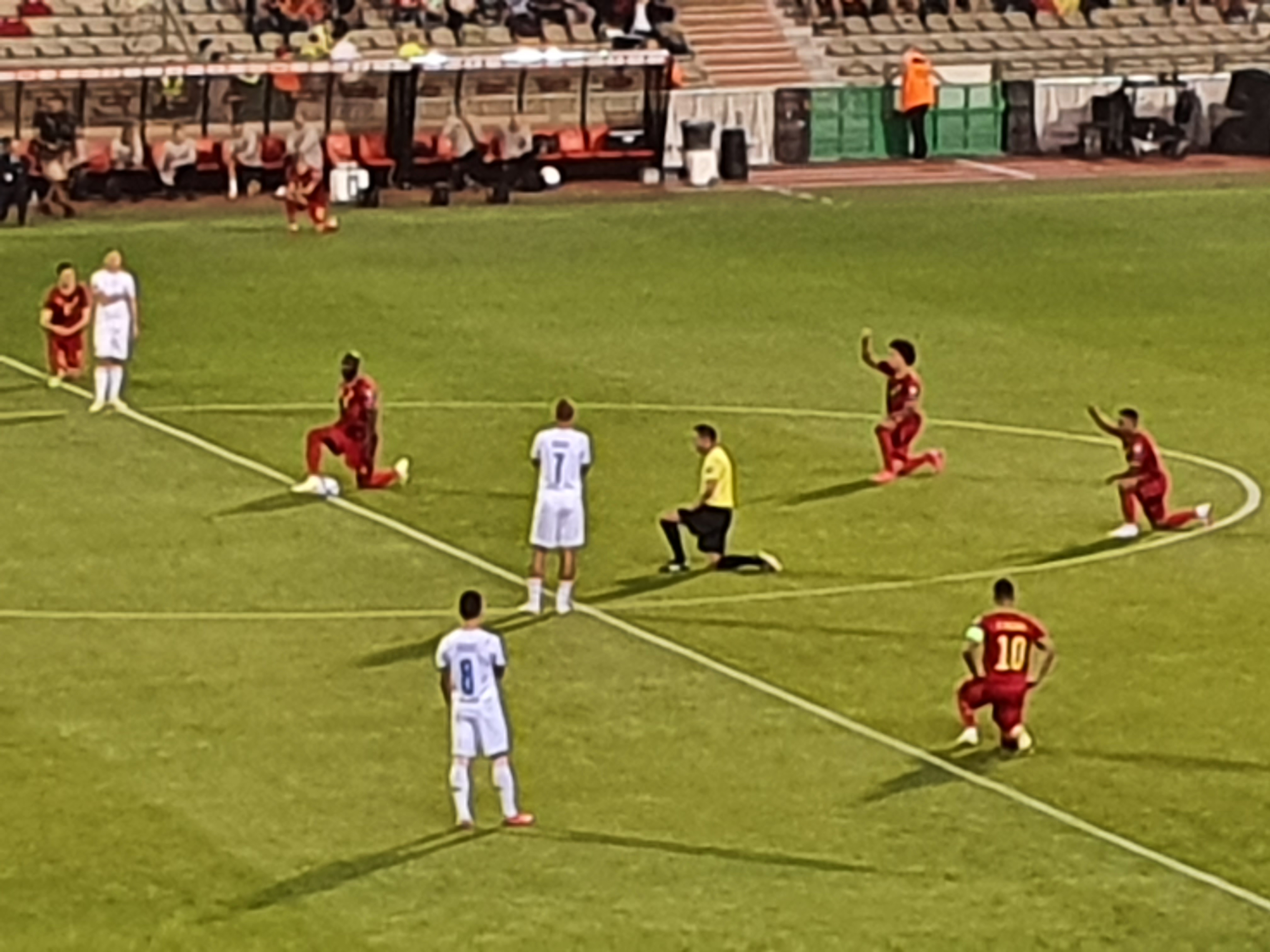
Lukaku, ở trung tâm, với đội tuyển quốc gia Bỉ vào năm 2021

Lukaku đã lên tiếng phản đối nạn phân biệt chủng tộc mà anh phải chịu đựng khi chơi bóng, đặc biệt là mùa giải Serie A 2019–20, năm đầu tiên anh chơi ở Ý.
Vào năm 2020, Lukaku đã vinh danh George Floyd bằng cách quỳ gối và giơ cao một nắm tay để ủng hộ Black Lives Matter khi anh ghi bàn trong trận đấu với Inter gặp Sampdoria. Hành động mang tính biểu tượng này được lấy cảm hứng từ cầu thủ bóng đá Mỹ Colin Kaepernick , người đã quỳ gối khi hát quốc ca trước mỗi trận đấu vào năm 2016 như một cách phản đối ôn hòa chống lại sự tàn bạo của cảnh sát đối với người da màu. Kể từ đó, Lukaku và các cầu thủ khác ở châu Âu chủ động quỳ gối trên sân.

## Thống kê sự nghiệp

### Câu lạc bộ
Tính đến 23 tháng 5 năm 2025.
| Câu lạc bộ                  | Mùa giải            | Giải đấu            | Giải đấu | Giải đấu | Cúp quốc gia | Cúp quốc gia | Cúp liên đoàn | Cúp liên đoàn | Châu Âu | Châu Âu | Khác | Khác | Tổng cộng | Tổng cộng |
| Câu lạc bộ                  | Mùa giải            | Hạng đấu            | Trận     | Bàn      | Trận         | Bàn          | Trận          | Bàn           | Trận    | Bàn     | Trận | Bàn  | Trận      | Bàn       |
| --------------------------- | ------------------- | ------------------- | -------- | -------- | ------------ | ------------ | ------------- | ------------- | ------- | ------- | ---- | ---- | --------- | --------- |
| Anderlecht                  | 2008–09             | Belgian Pro League  | 1        | 0        | 0            | 0            | —             | —             | 0       | 0       | —    | —    | 1         | 0         |
| Anderlecht                  | 2009–10             | Belgian Pro League  | 33       | 15       | 1            | 0            | —             | —             | 11      | 4       | —    | —    | 45        | 19        |
| Anderlecht                  | 2010–11             | Belgian Pro League  | 37       | 16       | 2            | 0            | —             | —             | 11      | 4       | —    | —    | 50        | 20        |
| Anderlecht                  | 2011–12             | Belgian Pro League  | 2        | 2        | —            | —            | —             | —             | —       | —       | —    | —    | 2         | 2         |
| Anderlecht                  | Tổng cộng           | Tổng cộng           | 73       | 33       | 3            | 0            | —             | —             | 22      | 8       | —    | —    | 98        | 41        |
| Chelsea                     | 2011–12             | Premier League      | 8        | 0        | 1            | 0            | 3             | 0             | 0       | 0       | —    | —    | 12        | 0         |
| Chelsea                     | 2013–14             | Premier League      | 2        | 0        | —            | —            | —             | —             | —       | —       | 1    | 0    | 3         | 0         |
| Chelsea                     | Tổng cộng           | Tổng cộng           | 10       | 0        | 1            | 0            | 3             | 0             | 0       | 0       | 1    | 0    | 15        | 0         |
| West Bromwich Albion (mượn) | 2012–13             | Premier League      | 35       | 17       | 2            | 0            | 1             | 0             | —       | —       | —    | —    | 38        | 17        |
| Everton (mượn)              | 2013–14             | Premier League      | 31       | 15       | 1            | 1            | 1             | 0             | —       | —       | —    | —    | 33        | 16        |
| Everton                     | 2014–15             | Premier League      | 36       | 10       | 2            | 2            | 1             | 0             | 9       | 8       | —    | —    | 48        | 20        |
| Everton                     | 2015–16             | Premier League      | 37       | 18       | 3            | 3            | 6             | 4             | —       | —       | —    | —    | 46        | 25        |
| Everton                     | 2016–17             | Premier League      | 37       | 25       | 1            | 1            | 1             | 0             | —       | —       | —    | —    | 39        | 26        |
| Everton                     | Tổng cộng           | Tổng cộng           | 141      | 68       | 7            | 7            | 9             | 4             | 9       | 8       | —    | —    | 166       | 87        |
| Manchester United           | 2017–18             | Premier League      | 34       | 16       | 6            | 5            | 2             | 0             | 8       | 5       | 1    | 1    | 51        | 27        |
| Manchester United           | 2018–19             | Premier League      | 32       | 12       | 3            | 1            | 1             | 0             | 9       | 2       | —    | —    | 45        | 15        |
| Manchester United           | Tổng cộng           | Tổng cộng           | 66       | 28       | 9            | 6            | 3             | 0             | 17      | 7       | 1    | 1    | 96        | 42        |
| Inter Milan                 | 2019–20             | Serie A             | 36       | 23       | 4            | 2            | —             | —             | 11      | 9       | —    | —    | 51        | 34        |
| Inter Milan                 | 2020–21             | Serie A             | 36       | 24       | 3            | 2            | —             | —             | 5       | 4       | —    | —    | 44        | 30        |
| Inter Milan                 | Tổng cộng           | Tổng cộng           | 72       | 47       | 7            | 4            | —             | —             | 16      | 13      | —    | —    | 95        | 64        |
| Chelsea                     | 2021–22             | Premier League      | 26       | 8        | 6            | 3            | 4             | 0             | 6       | 2       | 2    | 2    | 44        | 15        |
| Inter Milan (mượn)          | 2022–23             | Serie A             | 25       | 10       | 4            | 1            | —             | —             | 8       | 3       | 0    | 0    | 37        | 14        |
| Roma (mượn)                 | 2023–24             | Serie A             | 32       | 13       | 2            | 1            | —             | —             | 13      | 7       | —    | —    | 47        | 21        |
| Napoli                      | 2024–25             | Serie A             | 36       | 14       | 2            | 0            | —             | —             | —       | —       | —    | —    | 38        | 14        |
| Napoli                      | 2025–26             | Serie A             | 0        | 0        | 0            | 0            | —             | —             | 0       | 0       | 0    | 0    | 0         | 0         |
| Napoli                      | Tổng cộng           | Tổng cộng           | 36       | 14       | 2            | 0            | —             | —             | 0       | 0       | 0    | 0    | 38        | 14        |
| Tổng cộng sự nghiệp         | Tổng cộng sự nghiệp | Tổng cộng sự nghiệp | 517      | 238      | 42           | 21           | 20            | 4             | 91      | 48      | 4    | 3    | 674       | 314       |

1. ↑  Bao gồm Belgian Cup, FA Cup, Coppa Italia
2. ↑  Bao gồm EFL Cup
3. ↑  Một lần ra sân tại UEFA Champions League, mười lần ra sân và bốn bàn thắng tại UEFA Europa League
4. ↑  Ba lần ra sân và ba bàn thắng tại UEFA Champions League, tám lần ra sân và một bàn thắng tại UEFA Europa League
5. 1 2  Ra sân tại UEFA Super Cup
6. 1 2  Số lần ra sân tại UEFA Europa League
7. 1 2 3 4 5  Số lần ra sân tại UEFA Champions League
8. ↑  Năm lần ra sân và hai bàn thắng tại UEFA Champions League, sáu lần ra sân và bảy bàn thắng tại UEFA Europa League
9. ↑  Số lần ra sân tại FIFA Club World Cup

### Quốc tế
Tính đến trận đấu ngày 9 tháng 6 năm 2025
| Đội tuyển | Năm       | Trận | Bàn |
| --------- | --------- | ---- | --- |
| Bỉ        | 2010      | 8    | 2   |
| Bỉ        | 2011      | 5    | 0   |
| Bỉ        | 2012      | 5    | 1   |
| Bỉ        | 2013      | 8    | 2   |
| Bỉ        | 2014      | 11   | 6   |
| Bỉ        | 2015      | 5    | 0   |
| Bỉ        | 2016      | 14   | 11  |
| Bỉ        | 2017      | 9    | 9   |
| Bỉ        | 2018      | 14   | 14  |
| Bỉ        | 2019      | 5    | 7   |
| Bỉ        | 2020      | 5    | 5   |
| Bỉ        | 2021      | 12   | 11  |
| Bỉ        | 2022      | 3    | 0   |
| Bỉ        | 2023      | 9    | 15  |
| Bỉ        | 2024      | 7    | 2   |
| Bỉ        | 2025      | 4    | 4   |
| Tổng cộng | Tổng cộng | 124  | 89  |

#### Bàn thắng quốc tế
Tính đến 20 tháng 6 năm 2024
 Tỉ số và kết quả liệt kê bàn thắng của Bỉ trước, cột tỷ số biểu thị tỷ số sau mỗi bàn thắng của Lukaku.
| ‡ | Cho biết trận đấu không được FIFA chính thức công nhận |

| Bàn | Trận | Ngày                 | Địa điểm                                          | Đối thủ              | Tỷ số        | Kết quả      | Giải đấu                                | Ref.    |
| --- | ---- | -------------------- | ------------------------------------------------- | -------------------- | ------------ | ------------ | --------------------------------------- | ------- |
| 1   | 8    | 17 tháng 10 năm 2010 | Tsentralnyi Profsoyuz Stadion, Voronezh, Nga      | Nga                  | 1–0          | 2–0          | Giao hữu                                | [ 220 ] |
| 2   | 8    | 17 tháng 10 năm 2010 | Tsentralnyi Profsoyuz Stadion, Voronezh, Nga      | Nga                  | 2–0          | 2–0          | Giao hữu                                | [ 220 ] |
| 3   | 16   | 15 tháng 8 năm 2012  | King Baudouin Stadium, Brussels, Bỉ               | Hà Lan               | 3–2          | 4–2          | Giao hữu                                | [ 221 ] |
| 4   | 23   | 11 tháng 10 năm 2013 | Stadion Maksimir, Zagreb, Croatia                 | Croatia              | 1–0          | 2–1          | Vòng loại FIFA World Cup 2014           | [ 222 ] |
| 5   | 23   | 11 tháng 10 năm 2013 | Stadion Maksimir, Zagreb, Croatia                 | Croatia              | 2–0          | 2–1          | Vòng loại FIFA World Cup 2014           | [ 222 ] |
| 6   | 28   | 26 tháng 5 năm 2014  | Cristal Arena, Genk, Bỉ                           | Luxembourg           | 1–0          | 5–1‡         | Giao hữu                                | [ 223 ] |
| 7   | 28   | 26 tháng 5 năm 2014  | Cristal Arena, Genk, Bỉ                           | Luxembourg           | 3–1          | 5–1‡         | Giao hữu                                | [ 223 ] |
| 8   | 28   | 26 tháng 5 năm 2014  | Cristal Arena, Genk, Bỉ                           | Luxembourg           | 4–1          | 5–1‡         | Giao hữu                                | [ 223 ] |
| 9   | 29   | 1 tháng 6 năm 2014   | Friends Arena, Solna, Thụy Điển                   | Thụy Điển            | 1–0          | 2–0          | Giao hữu                                | [ 224 ] |
| 10  | 33   | 1 tháng 7 năm 2014   | Itaipava Arena Fonte Nova, Salvador, Brazil       | Hoa Kỳ               | 2–0 (s.h.p.) | 2–1 (s.h.p.) | FIFA World Cup 2014                     | [ 225 ] |
| 11  | 37   | 12 tháng 11 năm 2014 | King Baudouin Stadium, Brussels, Bỉ               | Iceland              | 3–1          | 3–1          | Giao hữu                                | [ 226 ] |
| 12  | 43   | 29 tháng 3 năm 2016  | Estádio Dr. Magalhães Pessoa, Leiria, Bồ Đào Nha  | Bồ Đào Nha           | 1–2          | 1–2          | Giao hữu                                | [ 227 ] |
| 13  | 44   | 28 tháng 5 năm 2016  | Stade de Genève, Geneva, Thụy Sĩ                  | Thụy Sĩ              | 1–1          | 2–1          | Giao hữu                                | [ 228 ] |
| 14  | 45   | 1 tháng 6 năm 2016   | King Baudouin Stadium, Brussels, Bỉ               | Phần Lan             | 1–1          | 1–1          | Giao hữu                                | [ 229 ] |
| 15  | 46   | 5 tháng 6 năm 2016   | King Baudouin Stadium, Brussels, Bỉ               | Na Uy                | 1–0          | 3–2          | Giao hữu                                | [ 230 ] |
| 16  | 48   | 18 tháng 6 năm 2016  | Nouveau Stade de Bordeaux, Bordeaux, Pháp         | Cộng hòa Ireland     | 1–0          | 3–0          | UEFA Euro 2016                          | [ 231 ] |
| 17  | 48   | 18 tháng 6 năm 2016  | Nouveau Stade de Bordeaux, Bordeaux, Pháp         | Cộng hòa Ireland     | 3–0          | 3–0          | UEFA Euro 2016                          | [ 231 ] |
| 18  | 53   | 6 tháng 9 năm 2016   | GSP Stadium, Nicosia, Đảo Síp                     | Síp                  | 1–0          | 3–0          | Vòng loại FIFA World Cup 2018           | [ 232 ] |
| 19  | 53   | 6 tháng 9 năm 2016   | GSP Stadium, Nicosia, Đảo Síp                     | Síp                  | 2–0          | 3–0          | Vòng loại FIFA World Cup 2018           | [ 232 ] |
| 20  | 54   | 7 tháng 11 năm 2016  | King Baudouin Stadium, Brussels, Bỉ               | Bosna và Hercegovina | 4–0          | 4–0          | Vòng loại FIFA World Cup 2018           | [ 233 ] |
| 21  | 56   | 13 tháng 11 năm 2016 | King Baudouin Stadium, Brussels, Bỉ               | Estonia              | 7–1          | 8–1          | Vòng loại FIFA World Cup 2018           | [ 234 ] |
| 22  | 56   | 13 tháng 11 năm 2016 | King Baudouin Stadium, Brussels, Bỉ               | Estonia              | 8–1          | 8–1          | Vòng loại FIFA World Cup 2018           | [ 234 ] |
| 23  | 57   | 25 tháng 3 năm 2017  | King Baudouin Stadium, Brussels, Bỉ               | Hy Lạp               | 1–1          | 1–1          | Vòng loại FIFA World Cup 2018           | [ 235 ] |
| 24  | 61   | 31 tháng 8 năm 2017  | Stade Maurice Dufrasne, Liège, Bỉ                 | Gibraltar            | 3–0          | 9–0          | Vòng loại FIFA World Cup 2018           | [ 236 ] |
| 25  | 61   | 31 tháng 8 năm 2017  | Stade Maurice Dufrasne, Liège, Bỉ                 | Gibraltar            | 5–0          | 9–0          | Vòng loại FIFA World Cup 2018           | [ 236 ] |
| 26  | 61   | 31 tháng 8 năm 2017  | Stade Maurice Dufrasne, Liège, Bỉ                 | Gibraltar            | 9–0          | 9–0          | Vòng loại FIFA World Cup 2018           | [ 236 ] |
| 27  | 62   | 3 tháng 9 năm 2017   | Karaiskakis Stadium, Athens, Hy Lạp               | Hy Lạp               | 2–1          | 2–1          | Vòng loại FIFA World Cup 2018           | [ 237 ] |
| 28  | 63   | 10 tháng 10 năm 2017 | King Baudouin Stadium, Brussels, Bỉ               | Síp                  | 4–0          | 4–0          | Vòng loại FIFA World Cup 2018           | [ 238 ] |
| 29  | 64   | 10 tháng 11 năm 2017 | King Baudouin Stadium, Brussels, Bỉ               | México               | 2–1          | 3–3          | Giao hữu                                | [ 239 ] |
| 30  | 64   | 10 tháng 11 năm 2017 | King Baudouin Stadium, Brussels, Bỉ               | México               | 3–3          | 3–3          | Giao hữu                                | [ 239 ] |
| 31  | 65   | 14 tháng 11 năm 2017 | Jan Breydel Stadium, Bruges, Bỉ                   | Nhật Bản             | 1–0          | 1–0          | Giao hữu                                | [ 240 ] |
| 32  | 66   | 27 tháng 3 năm 2018  | King Baudouin Stadium, Brussels, Bỉ               | Ả Rập Xê Út          | 1–0          | 4–0          | Giao hữu                                | [ 241 ] |
| 33  | 66   | 27 tháng 3 năm 2018  | King Baudouin Stadium, Brussels, Bỉ               | Ả Rập Xê Út          | 2–0          | 4–0          | Giao hữu                                | [ 241 ] |
| 34  | 68   | 6 tháng 6 năm 2018   | King Baudouin Stadium, Brussels, Bỉ               | Ai Cập               | 1–0          | 3–0          | Giao hữu                                | [ 242 ] |
| 35  | 69   | 11 tháng 6 năm 2018  | King Baudouin Stadium, Brussels, Bỉ               | Costa Rica           | 2–1          | 4–1          | Giao hữu                                | [ 243 ] |
| 36  | 69   | 11 tháng 6 năm 2018  | King Baudouin Stadium, Brussels, Bỉ               | Costa Rica           | 3–1          | 4–1          | Giao hữu                                | [ 243 ] |
| 37  | 70   | 18 tháng 6 năm 2018  | Fisht Olympic Stadium, Sochi, Nga                 | Panamá               | 2–0          | 3–0          | FIFA World Cup 2018                     | [ 244 ] |
| 38  | 70   | 18 tháng 6 năm 2018  | Fisht Olympic Stadium, Sochi, Nga                 | Panamá               | 3–0          | 3–0          | FIFA World Cup 2018                     | [ 244 ] |
| 39  | 71   | 23 tháng 6 năm 2018  | Otkritie Arena, Moscow, Nga                       | Tunisia              | 2–0          | 5–2          | FIFA World Cup 2018                     | [ 245 ] |
| 40  | 71   | 23 tháng 6 năm 2018  | Otkritie Arena, Moscow, Nga                       | Tunisia              | 3–1          | 5–2          | FIFA World Cup 2018                     | [ 245 ] |
| 41  | 76   | 7 tháng 9 năm 2018   | Hampden Park, Glasgow, Scotland                   | Scotland             | 1–0          | 4–0          | Giao hữu                                | [ 246 ] |
| 42  | 77   | 11 tháng 9 năm 2018  | Laugardalsvöllur, Reykjavík, Iceland              | Iceland              | 2–0          | 3–0          | 2018–19 UEFA Nations League A           | [ 247 ] |
| 43  | 77   | 11 tháng 9 năm 2018  | Laugardalsvöllur, Reykjavík, Iceland              | Iceland              | 3–0          | 3–0          | 2018–19 UEFA Nations League A           | [ 247 ] |
| 44  | 78   | 12 tháng 10 năm 2018 | King Baudouin Stadium, Brussels, Bỉ               | Thụy Sĩ              | 1–0          | 2–1          | 2018–19 UEFA Nations League A           | [ 248 ] |
| 45  | 78   | 12 tháng 10 năm 2018 | King Baudouin Stadium, Brussels, Bỉ               | Thụy Sĩ              | 2–1          | 2–1          | 2018–19 UEFA Nations League A           | [ 248 ] |
| 46  | 80   | 8 tháng 6 năm 2019   | King Baudouin Stadium, Brussels, Bỉ               | Kazakhstan           | 3–0          | 3–0          | Vòng loại UEFA Euro 2020                | [ 249 ] |
| 47  | 81   | 11 tháng 6 năm 2019  | King Baudouin Stadium, Brussels, Bỉ               | Scotland             | 1–0          | 3–0          | Vòng loại UEFA Euro 2020                | [ 250 ] |
| 48  | 81   | 11 tháng 6 năm 2019  | King Baudouin Stadium, Brussels, Bỉ               | Scotland             | 2–0          | 3–0          | Vòng loại UEFA Euro 2020                | [ 250 ] |
| 49  | 82   | 9 tháng 9 năm 2019   | Hampden Park, Glasgow, Scotland                   | Scotland             | 1–0          | 4–0          | Vòng loại UEFA Euro 2020                | [ 251 ] |
| 50  | 83   | 10 tháng 10 năm 2019 | King Baudouin Stadium, Brussels, Bỉ               | San Marino           | 1–0          | 9–0          | Vòng loại UEFA Euro 2020                | [ 252 ] |
| 51  | 83   | 10 tháng 10 năm 2019 | King Baudouin Stadium, Brussels, Bỉ               | San Marino           | 4–0          | 9–0          | Vòng loại UEFA Euro 2020                | [ 252 ] |
| 52  | 84   | 16 tháng 11 năm 2019 | Krestovsky Stadium, Saint Petersburg, Nga         | Nga                  | 4–0          | 4–1          | Vòng loại UEFA Euro 2020                | [ 253 ] |
| 53  | 86   | 11 tháng 10 năm 2020 | Wembley Stadium, London, Anh                      | Anh                  | 1–0          | 1–2          | 2020–21 UEFA Nations League A           | [ 254 ] |
| 54  | 87   | 14 tháng 10 năm 2020 | Laugardalsvöllur, Reykjavík, Iceland              | Iceland              | 1–0          | 2–1          | 2020–21 UEFA Nations League A           | [ 255 ] |
| 55  | 87   | 14 tháng 10 năm 2020 | Laugardalsvöllur, Reykjavík, Iceland              | Iceland              | 2–1          | 2–1          | 2020–21 UEFA Nations League A           | [ 255 ] |
| 56  | 89   | 18 tháng 11 năm 2020 | Den Dreef, Leuven, Bỉ                             | Đan Mạch             | 2–1          | 4–2          | 2020–21 UEFA Nations League A           | [ 256 ] |
| 57  | 89   | 18 tháng 11 năm 2020 | Den Dreef, Leuven, Bỉ                             | Đan Mạch             | 3–1          | 4–2          | 2020–21 UEFA Nations League A           | [ 256 ] |
| 58  | 90   | 24 tháng 3 năm 2021  | Den Dreef, Leuven, Bỉ                             | Wales                | 3–1          | 3–1          | Vòng loại FIFA World Cup 2022           | [ 257 ] |
| 59  | 91   | 27 tháng 3 năm 2021  | Sinobo Stadium, Prague, Cộng hòa Séc              | Séc                  | 1–1          | 1–1          | Vòng loại FIFA World Cup 2022           | [ 258 ] |
| 60  | 93   | 6 tháng 6 năm 2021   | King Baudouin Stadium, Brussels, Bỉ               | Croatia              | 1–0          | 1–0          | Giao hữu                                | [ 259 ] |
| 61  | 94   | 12 tháng 6 năm 2021  | Krestovsky Stadium, Saint Petersburg, Nga         | Nga                  | 1–0          | 3–0          | UEFA Euro 2020                          | [ 260 ] |
| 62  | 94   | 12 tháng 6 năm 2021  | Krestovsky Stadium, Saint Petersburg, Nga         | Nga                  | 3–0          | 3–0          | UEFA Euro 2020                          | [ 260 ] |
| 63  | 96   | 21 tháng 6 năm 2021  | Krestovsky Stadium, Saint Petersburg, Nga         | Phần Lan             | 2–0          | 2–0          | UEFA Euro 2020                          | [ 261 ] |
| 64  | 98   | 2 tháng 7 năm 2021   | Allianz Arena, Munich, Đức                        | Ý                    | 1–2          | 1–2          | [ 262 ]                                 |         |
| 65  | 99   | 2 tháng 9 năm 2021   | Lilleküla Stadium, Tallinn, Estonia               | Estonia              | 2–1          | 5–2          | Vòng loại FIFA World Cup 2022           | [ 263 ] |
| 66  | 99   | 2 tháng 9 năm 2021   | Lilleküla Stadium, Tallinn, Estonia               | Estonia              | 3–1          | 5–2          | Vòng loại FIFA World Cup 2022           | [ 263 ] |
| 67  | 100  | 5 tháng 9 năm 2021   | King Baudouin Stadium, Brussels, Bỉ               | Séc                  | 1–0          | 3–0          | Vòng loại FIFA World Cup 2022           | [ 264 ] |
| 68  | 101  | 7 tháng 10 năm 2021  | Juventus Stadium, Turin, Ý                        | Pháp                 | 2–0          | 2–3          | Vòng chung kết UEFA Nations League 2021 | [ 265 ] |
| 69  | 105  | 24 tháng 3 năm 2023  | Friends Arena, Solna, Thụy Điển                   | Thụy Điển            | 1–0          | 3–0          | Vòng loại UEFA Euro 2024                | [ 266 ] |
| 70  | 105  | 24 tháng 3 năm 2023  | Friends Arena, Solna, Thụy Điển                   | Thụy Điển            | 2–0          | 3–0          | Vòng loại UEFA Euro 2024                | [ 266 ] |
| 71  | 105  | 24 tháng 3 năm 2023  | Friends Arena, Solna, Thụy Điển                   | Thụy Điển            | 3–0          | 3–0          | Vòng loại UEFA Euro 2024                | [ 266 ] |
| 72  | 106  | 28 tháng 3 năm 2023  | RheinEnergieStadion, Cologne, Đức                 | Đức                  | 2–0          | 3–2          | Giao hữu                                | [ 267 ] |
| 73  | 107  | 17 tháng 6 năm 2023  | King Baudouin Stadium, Brussels, Bỉ               | Áo                   | 1–1          | 1–1          | Vòng loại UEFA Euro 2024                | [ 268 ] |
| 74  | 108  | 20 tháng 6 năm 2023  | Lilleküla Stadium, Tallinn, Estonia               | Estonia              | 1–0          | 3–0          | Vòng loại UEFA Euro 2024                | [ 269 ] |
| 75  | 108  | 20 tháng 6 năm 2023  | Lilleküla Stadium, Tallinn, Estonia               | Estonia              | 2–0          | 3–0          | Vòng loại UEFA Euro 2024                | [ 269 ] |
| 76  | 110  | 12 tháng 9 năm 2023  | Sân vận động Nhà vua Baudouin, Brussels, Bỉ       | Estonia              | 3–0          | 5–0          | Vòng loại UEFA Euro 2024                | [ 270 ] |
| 77  | 110  | 12 tháng 9 năm 2023  | Sân vận động Nhà vua Baudouin, Brussels, Bỉ       | Estonia              | 4–0          | 5–0          | Vòng loại UEFA Euro 2024                | [ 270 ] |
| 78  | 111  | 13 tháng 10 năm 2023 | Ernst-Happel-Stadion, Vienna, Áo                  | Áo                   | 3–0          | 3–2          | Vòng loại UEFA Euro 2024                | [ 271 ] |
| 79  | 112  | 16 tháng 10 năm 2023 | Sân vận động Nhà vua Baudouin, Brussels, Bỉ       | Thụy Điển            | 1–1          | 1–1          | Vòng loại UEFA Euro 2024                | [ 274 ] |
| 80  | 113  | 19 tháng 11 năm 2023 | Sân vận động Nhà vua Baudouin, Brussels, Bỉ       | Azerbaijan           | 1–0          | 5–0          | Vòng loại UEFA Euro 2024                | [ 275 ] |
| 81  | 113  | 19 tháng 11 năm 2023 | Sân vận động Nhà vua Baudouin, Brussels, Bỉ       | Azerbaijan           | 2–0          | 5–0          | Vòng loại UEFA Euro 2024                | [ 275 ] |
| 82  | 113  | 19 tháng 11 năm 2023 | Sân vận động Nhà vua Baudouin, Brussels, Bỉ       | Azerbaijan           | 3–0          | 5–0          | Vòng loại UEFA Euro 2024                | [ 275 ] |
| 83  | 113  | 19 tháng 11 năm 2023 | Sân vận động Nhà vua Baudouin, Brussels, Bỉ       | Azerbaijan           | 4–0          | 5–0          | Vòng loại UEFA Euro 2024                | [ 275 ] |
| 84  | 115  | 8 tháng 6 năm 2024   | Sân vận động Nhà vua Baudouin, Brussels, Bỉ       | Luxembourg           | 1–0          | 3–0          | Giao hữu                                | [ 276 ] |
| 85  | 115  | 8 tháng 6 năm 2024   | Sân vận động Nhà vua Baudouin, Brussels, Bỉ       | Luxembourg           | 2–0          | 3–0          | Giao hữu                                | [ 276 ] |
| 86  | 121  | 20 tháng 3 năm 2025  | Sân vận động Nueva Condomina, Murcia, Tây Ban Nha | Ukraina              | 1–0          | 1–3          | UEFA Nations League 2024–25             | [ 277 ] |
| 87  | 122  | 23 tháng 3 năm 2025  | Cegeka Arena, Genk, Bỉ                            | Ukraina              | 2–0          | 3–0          | UEFA Nations League 2024–25             | [ 278 ] |
| 88  | 122  | 23 tháng 3 năm 2025  | Cegeka Arena, Genk, Bỉ                            | Ukraina              | 3–0          | 3–0          | UEFA Nations League 2024–25             | [ 278 ] |
| 89  | 124  | 9 tháng 6 năm 2025   | Sân vận động Nhà vua Baudouin, Brussels, Bỉ       | Wales                | 1–0          | 4–3          | Vòng loại FIFA World Cup 2026           | [ 276 ] |

## Danh hiệu
Anderlecht
- Belgian Pro League: 2009–10[216]

Manchester United
- FA Cup á quân: 2017–18[279]
- UEFA Super Cup á quân: 2017[280]

Inter Milan
- Serie A: 2020–21[281]
- Coppa Italia: 2022–23[282]
- Supercoppa Italiana: 2022[283]
- UEFA Champions League á quân: 2022–23[284]
- UEFA Europa League á quân: 2019–20[285]

Chelsea
- FIFA Club World Cup: 2021[286]
- FA Cup á quân: 2021–22[287]
- EFL Cup á quân: 2021–22[288]

Napoli
- Serie A: 2024–25[289]

Đội tuyển Bỉ
- FIFA World Cup hạng ba: 2018[290]

#### Cá nhân
- Vận động viên thể thao Bỉ của năm: 2009[291]
- Chiếc giày đồng Bỉ: 2009
- Vua phá lưới Giải bóng đá vô địch quốc gia Bỉ: 2009–10[292]
- Chiếc giày bạc Bỉ: 2010
- Cầu thủ Bỉ gốc Phi xuất sắc nhất năm: 2011[293]
- Vua phá lưới UEFA Europa League: 2014–15[294]
- Everton - Cầu thủ trẻ của năm: 2015–16[295]
- Everton - Bàn thắng của năm: 2015–16[295]
- Premier League - Cầu thủ xuất sắc nhất tháng: tháng 3 năm 2017[296]
- Premier League - Đội hình tiêu biểu của năm 2016–17[297]
- Everton - Cầu thủ xuất sắc nhất mùa: 2016–17[298]
- PFA - Cầu thủ của tháng do người hâm mộ bình chọn: tháng 8 năm 2017, tháng 9 năm 2017[299]
- FIFA FIFPro World XI - Đội hình tiêu biểu thứ 3: 2018[300]
- FIFA FIFPro World XI - Đội hình tiêu biểu thứ 4: 2017[301]
- FIFA World Cup - Chiếc giày đồng 2018[302]